# Kapittel van Onze-Lieve-Vrouwe te Maastricht
Het kapittel van Onze-Lieve-Vrouwe (Latijn: Capitulum Beate Mariæ Virgine) was een seculier kapittel, een college van wereldlijke geestelijken, dat vanaf de middeleeuwen tot aan het einde van het ancien régime verbonden was aan de Onze-Lieve-Vrouwekerk in Maastricht. Het kapittel was vanaf zijn ontstaan, vermoedelijk in de negende of tiende eeuw, ondergeschikt aan de bisschop van Luik en het Sint-Lambertuskapittel in die stad. In Maastricht was het qua macht, aanzien en rijkdom de mindere van het Sint-Servaaskapittel. Door zijn talrijke bezittingen in en rondom de stad was het Onze-Lieve-Vrouwekapittel desalniettemin een machtsfactor van betekenis in de regio.

## Geschiedenis

### Ontstaan van het kapittel
Het ontstaan van het Onze-Lieve-Vrouwekapittel in Maastricht is grotendeels in duisternis gehuld. Volgens een oude hypothese zou al in de vroege middeleeuwen een kloostergemeenschap zijn ontstaan bij de (vermoedelijke) bisschopskerk van de bisschoppen van Maastricht. Dit klooster zou in de negende of tiende eeuw zijn omgevormd tot een seculier kapittel volgens de Regel van Aken. Evenmin bewezen is de betrokkenheid van de Luikse bisschop Notger (971-1008) bij de oprichting van het kapittel. Wel was het kapittel vermoedelijk van meet af aan ondergeschikt aan het kapittel van Sint-Lambertus te Luik. Een aantal schenkingen wijzen op zeer oude banden tussen het Maastrichtse kapittel en de Luikse bisschoppen. In een dertiende-eeuwse oorkonde wordt vermeld dat bisschop Franco van Luik (bisschop van 856 tot 903) de Sint-Martinuskerk in Wyck aan het kapittel schonk. Zijn opvolger Stephanus (903-920) schonk de kerken en de tienden van Kesselt en Veldwezelt. De oorspronkelijke schenkingsoorkonden zijn niet bewaard gebleven. De oudste oorkonde in het kapittelarchief betreft de schenking van twee watermolens op de Jeker door bisschop Otbertus van Luik (1092-1119). Deze in 1096 in het kapittelhuis te Maastricht ondertekende akte bevat de namen van een proost, een deken en elf "broeders", en is daarmee het eerste harde bewijs voor het bestaan van het Onze-Lieve-Vrouwekapittel.
De kanunniken leefden aanvankelijk een gemeenschappelijk leven dat in het teken stond van het koorgebed (achtmaal daags op het koor van de kapittelkerk), gezamenlijke maaltijden (in de refter) en gedeelde slaapzalen (in het dormitorium). Wel mochten ze – in tegenstelling tot monniken – privébezit hebben, vlees eten en linnen kleding dragen. Het kapittelbezit was aanvankelijk ongedeeld. Door schenkingen van machthebbers en particulieren vergaarde het kapittel al vroeg een aanzienlijk vermogen, dat onder andere bestond uit onroerend goed. Van veel bezittingen valt niet meer te achterhalen hoe en wanneer deze in het bezit van het kapittel zijn gekomen. Het grondbezit was geconcentreerd in Veldwezelt (ruim 91 ha) en Rosmeer (ruim 27 ha). Deze twee dorpen vormden samen een van de twee 'banken', gebieden waar het kapittel rechtsbevoegdheid had; de andere bank was Bemelen. Het kapittel verhuurde de geschonken huizen en verpachtte de landerijen. De pacht werd meestal betaald in de vorm van graan, dat werd opgeslagen in een grote schuur. In andere gevallen moest cijns betaald worden in de vorm van een geldbedrag of enkele kapoenen. Van de cijns werd aan de kanunniken het presentiegeld uitbetaald, een vergoeding voor hun aanwezigheid bij de koordiensten.

### Bloeitijd van het kapittel
In de loop van de twaalfde eeuw zegden de kanunniken het gemeenschappelijk leven vaarwel en gingen zelfstandig wonen. De kanunnikenhuizen van het Onze-Lieve-Vrouwekapittel bevonden zich in een aaneengesloten gebied rondom de kapittelkerk. In dit gebied, de claustrale singel of immuniteit van het kapittel, bevond zich tevens de Sint-Nicolaaskerk (omstreeks 1340 gesticht als doop- en parochiekerk), het Onze-Lieve-Vrouwekerkhof (ongeveer voor het westwerk en aan de zuidzijde van het plein) en het Sint-Nicolaaskerkhof (ongeveer waar nu op het plein de terrassen zijn), de kapittelschool, de voorraadschuur en de bakkerij van het kapittel (locaties onbekend). Over een eigen brouwerij, wijnkelders en paardenstallen, zoals het Sint-Servaaskapittel die had, is niets bekend.

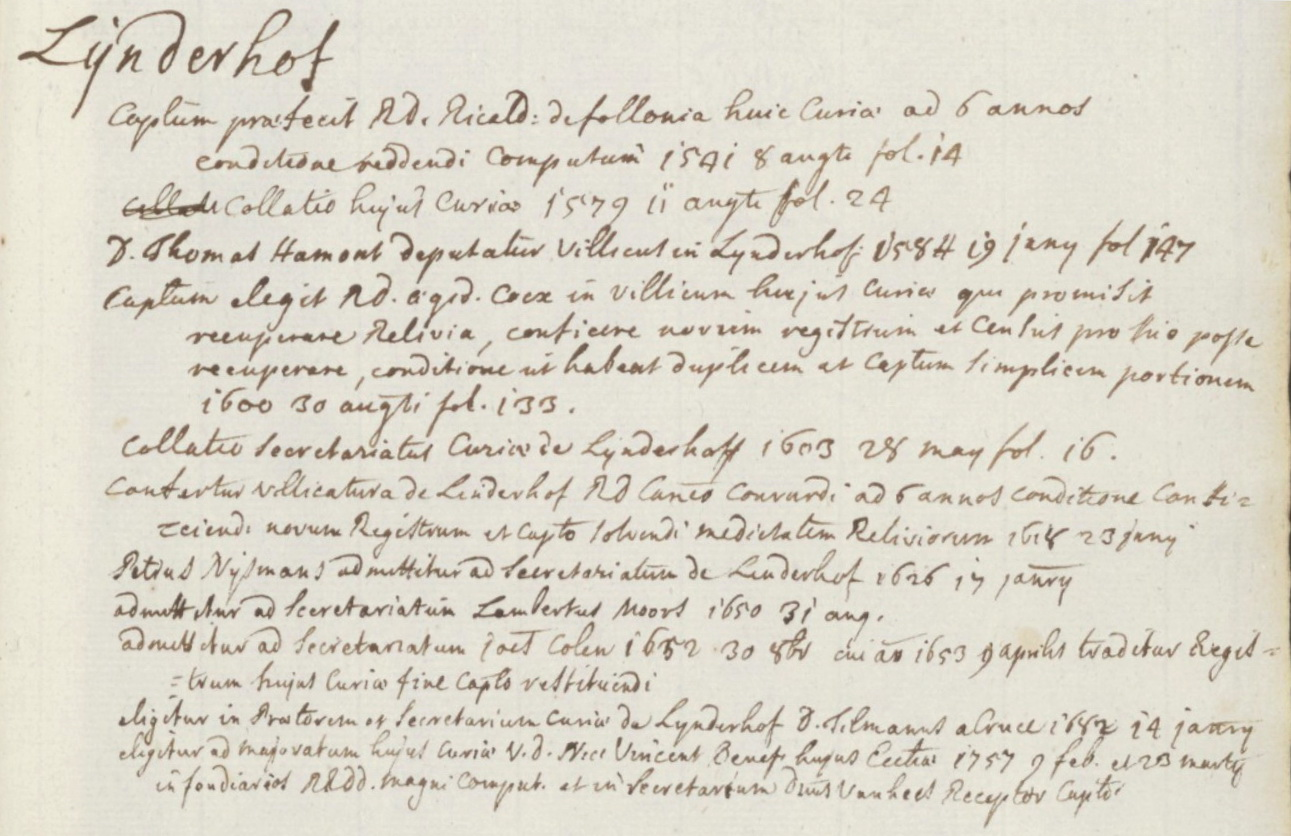
Vermelding van de laathof Linderhof in het Bosscherveld, in een 18e-eeuws repertorium. De Linderhof behoorde zeker vanaf de 14e eeuw tot het kapittelbezit.

De opbrengst van het gemeenschappelijke kapittelvermogen werd op een onbekend moment (maar vóór 1234) gesplitst in een twintigtal prebenden, waarmee elke kanunnik een vast eigen inkomen kreeg. Met twintig prebenden behoorde het kapittel numeriek tot de middengroep binnen het bisdom Luik, even groot als dat van Tongeren, echter niet te vergelijken met het Sint-Servaaskapittel (40 prebenden), het kathedraal kapittel in Luik (60 prebenden), of de zes andere kapittels in die stad (ca. 30 prebenden elk).
Over het geestelijk welzijn van de kanunniken bekommerde zich de deken. Het eigenlijke hoofd van de kapittelgemeenschap was aanvankelijk de proost. In 1585 legde paus Sixtus V vast dat de proost moest worden gekozen uit de leden van het kathedrale kapittel van Luik, een gebruik dat al vanaf de vroegst bekende proosten werd toegepast. Behalve kanunnik van Sint-Lambertus waren de meeste proosten van Onze-Lieve-Vrouwe tevens proost of kanunnik van andere kapittels, waarbij sommigen wel vijf of zes functies combineerden. Enkelen brachten het tot bisschop van Luik of andere bisdommen. Het feit dat de Maastrichtse proosten ten gevolge van functies elders niet of weinig in Maastricht resideerden, is wellicht de reden waarom de feitelijke leiding van het kapittel geleidelijk overging op de deken, die officieel de tweede in rang was. Deze ontwikkeling werd in 1273 vastgelegd in een overeenkomst tussen deken Johannes, proost Gerhard van Nassau en bisschop Hendrik III van Gelre. Wel bleven het benoemingsrecht van de proost en zijn vaste jaarinkomen gehandhaafd. Een poging in 1423 om de positie van de proost te herstellen tot die van voor 1273 mislukte. Qua inkomsten was het proostschap van het Onze-Lieve-Vrouwekapittel in de middeleeuwen een van de minst aantrekkelijke in het bisdom Luik.

### 1455-1593: Merode-tijdperk
De benoeming van proost Arnold I van Merode in 1455 luidde een periode in waarin leden van de familie Merode een zeer dominante rol speelden binnen het kapittel. Over een periode van bijna anderhalve eeuw werden negentien leden van deze familie benoemd tot kanunnik van Onze-Lieve-Vrouwe, waaronder vier proosten en twee dekens. De begunstiging van familieleden was in de late middeleeuwen wijdverbreid in kerkelijke kring, maar het optreden van de De Merode-proosten kan gezien worden als een extreem voorbeeld van nepotisme. Daarbij werd ook de voordracht en benoeming van twee bastaardzonen tot deken niet geschuwd. Doordat de benoemde familieleden soms te jong waren om alleen te wonen (de latere deken Rikalt II was pas twaalf toen hij kanunnik werd) of hun prebenden combineerden met functies elders, soms ook inruilden voor lucratievere posten, vierde het absenteïsme in deze periode hoogtij, wat het kapittel zeker geen goed heeft gedaan.

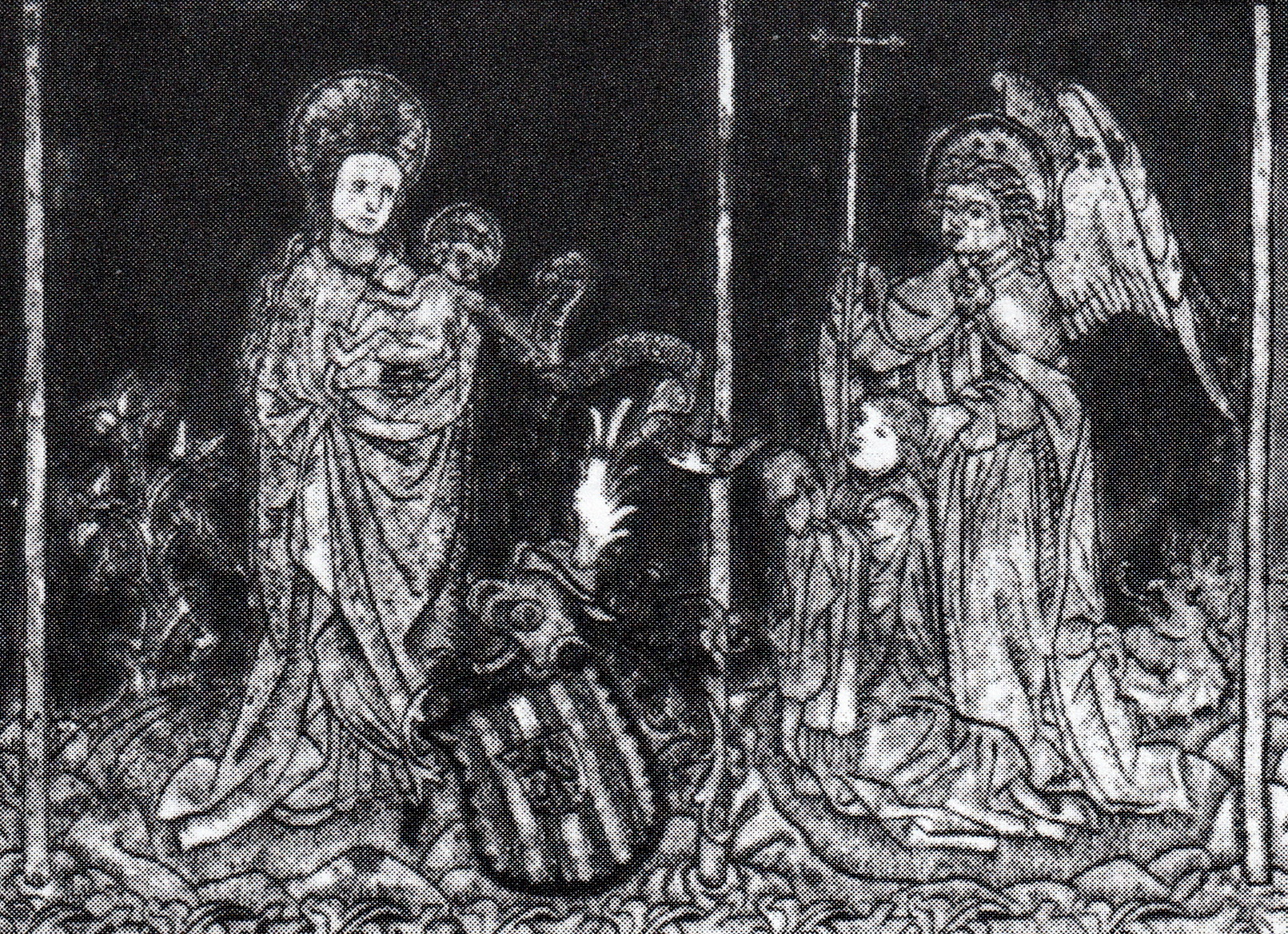
Detail van het epitaaf van proost Arnold I van Merode (†1487) in de Sint-Nicolaaskapel van de Dom van Aken. Rechts de geknielde proost met zijn bewaarengel en een demon.

Een legaat van proost Arnold I na diens dood in 1487 leidde tot de stichting van de nog bestaande De Merodekapel, een blijvend aandenken aan deze periode. Aanvankelijk was de kapel gewijd aan de heiligen Christoforus, Erasmus en Maria van Egypte; sinds 1903 is dit de kapel van de Sterre der Zee. Een restant van het oude altaar in de kapel, het "autel de Merode", bestaande uit een tweetal schilderstukken, werd voor het laatst gesignaleerd in 1805, bij het overbrengen van de restanten van de inboedel van de kapittelkerk naar de Sint-Nicolaaskerk.
Een dieptepunt werd bereikt in 1578, toen door het oorlogsgeweld de meeste kanunniken, inclusief de proost en de deken, hun toevlucht hadden genomen in het neutrale Luik. De zes in Maastricht overgebleven kanunniken beklaagden zich over het defaitisme van hun collegae en stelden, dat indien zij hun voorbeeld hadden gevolgd, het kapittel "gansselijcken geruineert" zou zijn en de kerk tot een "geussen tempel" zou zijn getransformeerd. De roofmoord in 1586 op een van deze zes kanunniken, Aerdt Tuteler, bewijst dat ook na de inname van de stad door Parma in 1579 het niet altijd even veilig was voor de kanunniken.
Economisch was deze periode rampzalig voor het kapittel. Van 1578 tot 1585 bleef het kapittel in gebreke bij de uitbetaling van het jaarinkomen van vijftig gulden aan proost Arnold III van Merode. In 1585 werd hierover een schikking getroffen, waarbij de proost zijn inkomen over de rampjaren 1579 en 1580 grootmoedig aan het kapittel schonk. In 1586 werd geschat dat de prebenden in enkele jaren tijd 30-50 % minder waard geworden waren, waarna paus Sixtus V op verzoek van het kapittel twee van de twintig prebenden ophief, zodat er meer inkomen was voor de overgebleven kanunniken. In feite telde het kapittel nog maar zeventien volledige prebenden, omdat er een verdeeld was in twee halve prebenden. De verarming van het kapittel is waarschijnlijk een reden geweest voor proost Arnold III om na 1577 geen familieleden meer in het kapittel te benoemen. Daarnaast begonnen ook de maatregelen van het Concilie van Trente (1545-1563), dat een einde probeerde te maken aan deze en andere misstanden, door te werken. Bij zijn dood in 1593 was Arnold III de laatste De Merode in het kapittel.

### Na 1593: moeizaam herstel

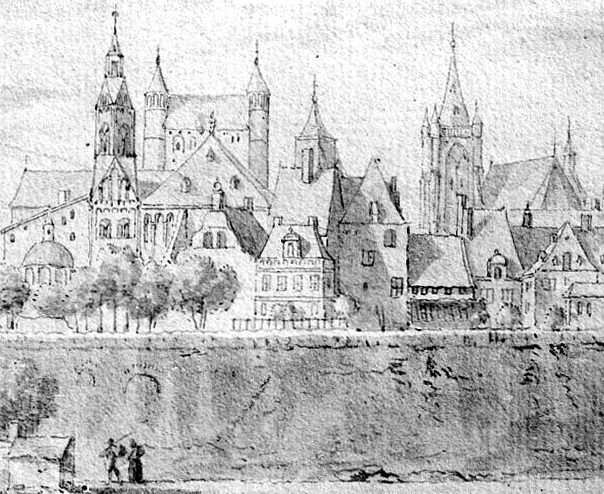
Zicht vanaf de Maas op de Onze-Lieve-Vrouwekerk en de Sint-Nicolaaskerk, ca. 1700

De nieuwe proost, Theodericus van Lynden, wist in 1596 te bewerkstelligen dat een kanunnikenprebende met toestemming van paus Clemens VIII aan de proost werd toegewezen, aangezien hij er, naar eigen zeggen, op toelegde. Na de inname van Maastricht door Frederik-Hendrik in 1632 behield het Luikse kathedrale kapittel het benoemingsrecht van de proosten van Onze-Lieve-Vrouwe. De Staten-Generaal volgden de paus op als collator van het kapittel. De beide aan het kapittel ondergeschikte parochiekerken, de aanpalende Sint-Nicolaas en de Sint-Maarten in Wyck, bleven na 1632 voor de katholieke eredienst behouden, dit in tegenstelling tot het Sint-Servaaskapittel, dat zijn beide parochiekerken in 1633 moest afstaan aan de protestanten. Hoewel de vrijheid van godsdienst was gewaarborgd, was de openbare beleving van het katholieke geloof in processies en reliekentoningen niet langer toegestaan.
Het Concilie van Trente eiste voor kanunniken van seculiere kapittels een minimumleeftijd van vijfentwintig jaar, een universitaire graad, en voor ten minste de helft van de kanunniken de priesterwijding. Dat laatste werd in Maastricht niet gehaald en zorgde decennialang voor verdeeldheid binnen het kapittel, waaraan pas in 1699 een einde kwam. In 1772 werden door de Staten-Generaal de twee halve prebenden samengevoegd tot een hele, waardoor het aantal kanunniken daalde tot zestien. In 1783 steeg dit weer tot negentien, doordat in dat jaar het uit de dertiende eeuw daterende Antonietenklooster werd opgeheven. De vijf overgebleven antonieten, die eveneens de titel van kanunnik droegen, werden opgenomen in het kapittel van Onze-Lieve-Vrouwe. Het kloosterterrein werd verkocht en de overige bezittingen, waaronder een hoeve te Sint Antoniusbank bij Bemelen en de tienden van de kerk te Meeuwen, werden door de Staten-Generaal aan het kapittelvermogen toegevoegd. De opbrengst hiervan bedroeg 15.335 gulden, wat slechts voldoende was voor drie prebenden, onderling te verdelen door de vijf ex-antonieten.

### Einde van het kapittel
Na de verovering van Maastricht door de Franse revolutionaire legers in 1794, begon de onttakeling van het kapittel. Terwijl de deken Sebastiaan Spirlet bij het naderen van de Franse troepen was gevlucht, waren de meeste kanunniken op hun post gebleven. Om de zware oorlogsheffingen te kunnen betalen, moest een groot deel van de kerkschat worden verkocht of omgesmolten, wat uiteindelijk niets zou helpen. Eind 1795 werden de tienden opgeheven, waardoor de kanunniken hun inkomen verloren. Ze kregen een klein pensioen aangeboden en mochten in hun huizen blijven wonen, voor zover die hun eigendom waren. De meeste kapelaans en het overige personeel werden ontslagen. Nog in hetzelfde jaar werd de kapittelkerk door de militairen in beslag genomen en gebruikt als graanopslag, hospitaal en smederij, waarna de kanunniken zich moesten behelpen met een kapel in de kruisgang, waarschijnlijk de Merodekapel of de Sint-Annakapel. Vanaf 1796 moesten alle geestelijken die hun functie wilden blijven uitoefenen, de eed van haat afleggen, wat tot grote gewetensnood leidde. Uiteindelijk legden elf van de achttien "grote kanunniken", elf van de vijftien "kleine kanunniken" en zes van de tien beneficianten de eed af (zie Kanunniken en Kapelaans). Tot de kleine kanunniken behoorde ook de pastoor van de Sint-Nicolaaskerk, die de eed aflegde, waardoor die kerk geopend mocht blijven. Enkele weigeraars werden veroordeeld tot deportatie.
| |  |  |
| Links: de Sint-Nicolaaskerk, kort voor de sloop, naast de ontwijde en vervallen Onze-Lieve-Vrouwe. Rechts: zicht op de pandhof (Alexander Schaepkens, 19e eeuw) |  |  |

Uiteindelijk baatte ook dit niet: bij wet van 25 november 1797 (5 frimaire an VI) werden alle seculiere kapittels in de door Frankrijk geannexeerde gebieden opgeheven, waarbij alle bezittingen vervielen aan de Franse Staat. Ook de kruisgang moest nu door de kanunniken worden ontruimd. De voornaamste taak van het kapittel, het acht keer per dag onderhouden van het koorgebed, moest na vele eeuwen worden gestaakt. Op 30 december 1797 kwam het kapittel voor het laatst in vergadering bijeen. Het gebouw werd door de Fransen, en na hen door het Nederlandse leger, ingericht als militair magazijn, kanonnensmederij en paardenstal, en kreeg pas in 1837 weer een religieuze functie. De door het kapittel verpachte landerijen en andere bezittingen werden in maart en april 1798 door een liquidatiecommissie in beslag genomen en openbaar verkocht. Nog in 1813 werden circa 5 ha land in Veldwezelt verkocht. Daarmee was in totaal 274 van de 291 ha kapittelbezit in particuliere handen overgegaan, wat de Franse schatkist 292.810,= francs had opgeleverd.
Bij de opheffing van het kapittel ging het grootste deel van het kapittelarchief verloren. De schifting in te bewaren en te vernietigen archiefstukken vond plaats door twee commissarissen in de Proosdij van Sint-Servaas in november en december 1798. Naar schatting circa 95% van het archief werd geselecteerd voor vernietiging. Enkele kanunniken hebben zich ingespannen om althans een deel van de kerkschat voor de Fransen te verbergen en deze in 1817, toen duidelijk werd dat het kapittel niet meer zou worden heropgericht, over te dragen aan de Sint-Nicolaaskerk. Dat gold niet voor de belangrijkste reliekhouders van de kerk: het Byzantijns patriarchaalkruis en het "kruisje van Constantijn", die ondanks herhaalde oproepen niet werden teruggeven. Pas in 1837 doken ze weer op, toen de oud-kanunnik Michaël Lysen(s) ze aan de paus schonk.

## Organisatie van het kapittel
Tot het kapittel van Onze-Lieve-Vrouwe behoorden in totaal een kleine honderd personen, geestelijken en leken, waarvan de circa twintig kanunniken de kern vormden. De kleine 'dorpsgemeenschap' die het kapittel vormde was een afspiegeling van de middeleeuwse standenmaatschappij, waarbij de kanunniken alle macht in handen hadden en het leeuwendeel van de inkomsten voor zichzelf opeisten. Elke geleding binnen het kapittel had zijn eigen rechten en plichten, en ook zijn eigen patroonsfeest. In de ordinarius van de kerk was tot in de kleinste details geregeld welke maatregelen er getroffen moesten worden bij ziekte en overlijden van kanunniken, kapelaans, gezellen, leken en scholieren. Zo was bepaald dat kanunniken in de kapittelzaal moesten worden begraven, kapelaans in de "Via sanctorum" (de oostelijke kruisgang voor de kapittelzaal), gezellen en leken in de andere kruisgangen en scholieren in de pandhof.

### Proosten en dekens
De leiding van het kapittel bestond uit de proost (de zakelijke bewindvoerder) en de deken (de geestelijke leider). Beiden werden gekozen door de kanunniken, waarbij de voorwaarde gold dat de proost lid moest zijn van het kapittel van Sint-Lambertus in Luik.
De deken, die vanaf de dertiende eeuw steeds meer de feitelijke leiding van het kapittel had, werd meestal door de kanunniken uit hun midden gekozen, waarna de proost die keuze bevestigde. Een gekozen deken die nog geen priester was, moest zich binnen een jaar laten wijden. Zijn inkomen was nauwelijks hoger dan dat van een gewone kanunnik, hoewel hij sinds de zeventiende eeuw vrije inwoning van een dekenaal huis genoot. De deken werd gezien als primus inter pares, wat geregeld leidde tot conflicten met de andere kanunniken. Een van zijn taken was het aan de kaak stellen van overtredingen door leden van het kapittel. Verder trad hij op als hoofdcelebrant op kerkelijke feestdagen en liep hij bij processies achteraan, een Mariabeeld dragend.
Onderstaande lijst van dekens is grotendeels gebaseerd op de in 1870 gepubliceerde lijst van de historicus en archivaris Guillaume Franquinet (1826-1900), aangevuld met diverse namen uit de dissertatie van kunst- en bouwhistoricus Lex Bosman uit 1990.
- Steppo (1133)[noot 3]
- Renerus (1223, 1225)
- Winricus (1225)
- Renerus (1233)
- Gerardus (1245, 1251)
- Henricus (voor 1269)
- Johannes (1273, 1275)
- Alexander (1286, 1287)
- Henricus van Keverenberg (1289?)
- Henricus van Wich/Wyck (1289-1307)
- Johannes van Scapsberge/Scoepsbergh (1317)
- Godescalcus de Aquis (1342)
- Mathias van Basilisbur/Basilisborn (1345-1354)
- Eustachius Sul (1355-1360)[noot 4]
- Gerardus Rost/le Rosti (1374, 1376)
- Gerardus van Wanghe (1377)
- Wilhelmus van Breda (1388, 1397, 1406)
- Henricus Moy van Breda (1407)[noot 5]
- Nicolaus/Cloes Vryent/Vrient(s) van Bilsen (1417-1423)
- Joost van Aelst (1433)
- Mathias van Beke (1424?, 1435)[noot 6]
- Godefridus van Vlijmen (1447)
- Walterus Rampaert (1450?, 1459, 1462)
- Henricus Riempst/Rumpst (1469-1492?)
- Petrus Caldebrenner (1492-1502?)[noot 7]
- Gerard van Marbays/Marbaix (1502-1513)[noot 8]
- Servatius Coelmont (1513-1534)
- Ricaldus I van Merode (1534-1552)[noot 9]
- Ricaldus II van Merode van Voelen (1553-1572)
- Thomas Scobol/Scobboel (1572-1579)
- Lucas Constantini/Consten (1579-1590)
- Hieronymus van Eynatten (1590-1602)
- Everardus van Merwen (1602-1616)
- Egidius Cocx (1616-1618)
- Petrus Lindanus/van der Linden (1618-1623)[noot 10]
- Oliverius Desaive (1623-1634)
- Laurentius Lejeune/Lejoeusne (1634-1660)
- Petrus van Loon (1661-1699)
- Servatius Clercx (1699-1731)
- Nicolaus Dujardin (1731-1650)
- Sebastianus Spirlet (1750-1795)[noot 11]
- Joannes Dominicus Kerens (1795-1797)[noot 12]

### Kanunniken
Terwijl in Luik de kanunniken van het kathedrale kapittel tot de primaire clerus van het bisdom behoorden, werden alle andere geestelijken gerekend tot de secundaire clerus. Dat gold ook voor de kanunniken van het Onze-Lieve-Vrouwekapittel te Maastricht. Het lidmaatschap van een kapittel (vooral van de meer prestigieuze kapittels) werd gezien als een geschikte manier om met name jongere zonen van aanzienlijke families, die geen uitzicht op een erfenis hadden, toch een gepast inkomen te bezorgen in de vorm van prebenden en beneficies. Als tegenprestatie droeg de familie bij intrede van een kanunnik een som geld, land of andere inkomsten bij aan het kapittel. Dit inkopen in het kapittel was echter afhankelijk van de gunst van degenen die het benoemingsrecht hadden. Dat recht was gebonden aan het moment waarop een prebende was vrijgekomen. De kanunniken van Onze-Lieve-Vrouwe werden aangewezen door de proost van het Sint-Lambertuskapittel in Luik en de paus te Rome. De eersten hadden het benoemingsrecht in de even maanden van het jaar, de ander in de oneven maanden. Na 1632 traden de Staten-Generaal in de rechten van de paus.

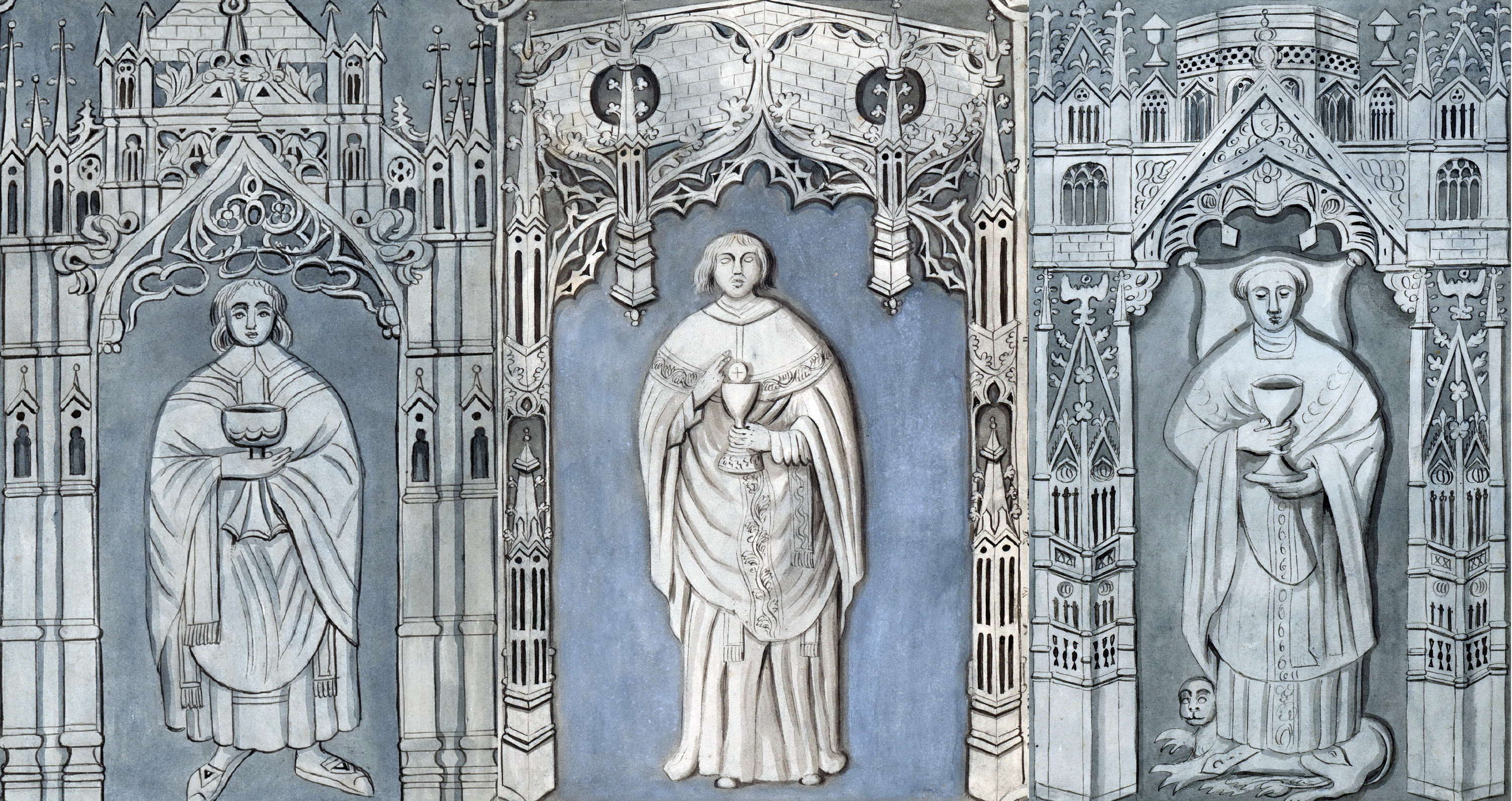
Drie kanunniken van Onze-Lieve-Vrouwe, afgebeeld op laatgotische grafzerken en getekend door Philippe van Gulpen

De hoofdtaak van de kanunniken of koorheren was het koorgebed en het verzorgen van de liturgie in de kapittelkerk. Dagelijks wijdden de kanunniken zich op gezette uren aan die taak. Gehuld in koormantels verschenen zij op het aan hen voorbehouden priesterkoor, groetten op de koortrappen het beeld van Maria, de patrones van de kerk, en namen in volgorde van ambt en anciënniteit hun plaats in de koorbanken in, waar ze de getijden zongen of de hoogmis bijwoonden. Door het doksaal, dat het koor afsloot van het kerkschip, was dit alles voor de gewone kerkbezoekers nauwelijks waarneembaar. Lang niet alle kanunniken hadden de priesterwijding ontvangen. Minimaal zes kanunniken (de oudsten) moesten priester zijn, minimaal zes diaken en zes subdiaken. Na een eeuw geruzie hierover, werd de regel in 1699 aangepast, waarna er van elke wijding minimaal vijf moesten zijn, onafhankelijk van de leeftijd. 
De belangrijkste functies binnen het kapittel, naast de proost en de deken, waren: de cantor (voorzanger/koormeester), de scholaster (hoofd van de kapittelschool) en de custos (koster/schatbewaarder). De cantor was binnen het kapittel de tweede in rang, na de deken. Hij was als voorzanger en als hoofd van het zangkoor verantwoordelijk voor de muzikale verzorging van de koordiensten, de hoofdtaak van het kapittel. Hij werd daarin bijgestaan door de subcantor. Een bekende cantor uit de achttiende eeuw was Simon Trico, die zich verdienstelijk maakte als componist van kerkmuziek. De scholaster of magister was de kanunnik die verantwoordelijk was voor het functioneren van de kapittelschool en die tevens toezicht hield op de parochiescholen van de Sint-Nicolaas- en Sint-Maartensparochie. Hij werd bijgestaan door een rector, die de orde handhaafde en het feitelijk onderricht gaf, en de genoemde subcantor, die driemaal per week zangles gaf aan de kapittelschool. De scholaster was daarnaast secretaris, woordvoerder en advocaat van het kapittel. Hij notuleerde de kapittelvergadering en droeg zorg voor het kapittelarchief. De eerst bekende scholaster heette Adelo (1133); de laatste was Michaël Lysens, dezelfde die de voornaamste kerkschatten aan de paus schonk. De custos stond aan het hoofd van de kosterij (sacristie) en was verantwoordelijk voor de bewaring en het onderhoud van de kerkschat. Hij werd bijgestaan door een subcustos of onderkoster (eveneens een geestelijke) en een matricularius (geen geestelijke; zie Overig personeel). In de zeventiende en achttiende eeuw werd de taak van de custos overgenomen door de sacrista, die geen kanunnik was. De custos, de scholaster en de deken bezaten alle drie een sleutel van de kast waarin de belangrijkste relieken werden bewaard, evenals het kistje met het grootzegel van de kerk. Alle drie de sleutels waren nodig om die kast te openen.

### Kapelaans

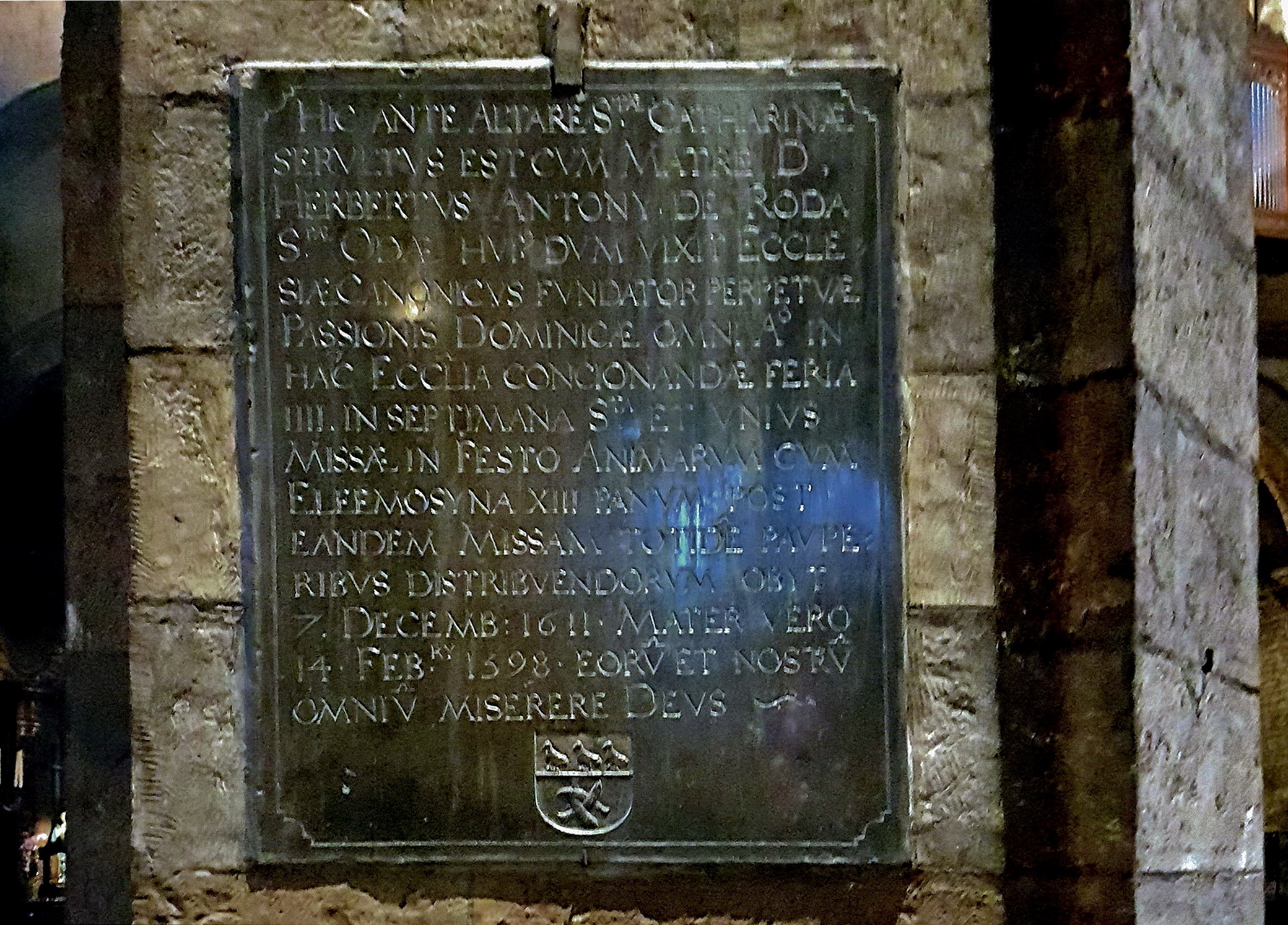
Epitaaf met vermelding van een beneficie bij het altaar van de H. Catharina gesticht door kanunnik Herbert van Rode en zijn moeder

De bediening van de circa 35 altaren in de kerk, en de diverse altaren in de Sint-Nicolaaskerk en de onderhorige kapellen, werd niet door de kanunniken zelf verricht. Hiertoe werden kapelaans ingehuurd, ook wel rectors of beneficianten genoemd, die een vergoeding ontvingen voor het opdragen van de vastgestelde missen aan deze altaren. Niet elk altaar had een eigen rector en niet elk beneficie een eigen beneficiant. Het aantal kapelaans in het middeleeuwse kapittel is niet bekend. In 1622 waren het er zeventien, die een aparte groep van geestelijken binnen de kapittelgemeenschap vormden. De kapelaans waren priesters die veelal afkomstig waren uit de lagere standen  en kregen voor hun werk slechts een geringe vergoeding.
De meeste kapelaans waren lid van een broederschap die in 1364 was opgericht, de "broederschap der kapelanen", na 1622 "kleine kanunniken van Sint-Anna" genoemd. De aanduiding "kleine kanunniken" onderscheidde hen van de "grote kanunniken", de kanunniken van Onze-Lieve-Vrouwe, aan wie zij ondergeschikt waren. Ook de plebaan of pastoor van de parochiekerk van Sint-Nicolaas behoorde tot de kleine kanunniken van Sint-Anna. Hoewel ze zich kanunnik mochten noemen, hadden ze geen stemrecht in het kapittel en moesten ze in alle opzichten dienstbaar zijn aan de "grootkanunniken". Na de hervorming van het kapittel in 1622 mochten slechts negen van de zeventien kapelaans zich kanunnik van Sint-Anna noemen; de overige acht beneficianten degradeerden tot de laagste status van geestelijken binnen de kapittelgemeenschap, zonder enige rechten en zonder garantie op inkomen.

### Overig personeel
Naast de genoemde geestelijken had het kapittel diverse beambten en gezellen in dienst, waarvan er al enkele genoemd zijn. Voor de muzikale omlijsting van de koordienst kon het kapittel beschikken over een zangkoor, een cantor-organist en soms enkele andere instrumentalisten. Het koor bestond uit een voorzanger (een geestelijke), de koorzangers (verdeeld in decani en cantores, afhankelijk van hun positie links of rechts op het koor) en de koralen of scholieren (leerlingen van de kapittelschool).
De claustrarius was een soort ordebewaker en huismeester, die er bijvoorbeeld voor zorgde dat kapittelvergaderingen ordelijk verliepen. Ook moest hij erop toezien dat een lid van het kapittel dat huisarrest had, zich daaraan hield. De eerder genoemde matricularius was verantwoordelijk voor het luiden van de klokken en het bijvullen van de olielampen. Ook sliep hij, evenals de onderkoster, 's nachts in de kapittelkerk om deze te bewaken tegen insluipers. De matricularius liep voorop bij processies. De Sint-Nicolaaskerk had zijn eigen matricularius, die tevens doodgraver was.
De bakker van de kapittelkerk stond aan het hoofd van de kapittelbakkerij, waar diverse gezellen werkten. De bakker (pistor) moest tevens het graan keuren dat door het kapittel werd ingevorderd. In processies liep hij in geestelijk gewaad en met stok, direct achter de deken; zijn gezellen, eveneens met stokken, links en rechts van de deken, om deze tegen het opdringende volk te beschermen. 
De provisor moest toezien op de invordering van het graan, de eventuele verkoop ervan en de verdeling van de broden onder de kapittelleden, volgens de vastgestelde quota. 
De receptor, rentmeester of betaalmeester was verantwoordelijk voor alle geldzaken van het kapittel. Hij inde niet alleen de cijnzen, maar ook de betalingen in natura, meestal kapoenen. 
De griffier van het koor moest bijhouden welke kanunniken bij de koordienst aanwezig waren en dus recht op presentiegeld hadden. Het presentiegeld werd vier keer per jaar uitgekeerd en moest door de griffier worden geïnd in Herk, waar het kapittel de tienden bezat. Tevens ontvingen de kanunniken dan een mud rogge.
Tot de categorie van lagere beambten behoorden de schoonmakers, de doodgravers en de roededragers. Die laatsten deden in de kapittelkerk dienst als suisse of ordebewaarder en fungeerden bij processies als escortes van de deken. Over enkele andere ambten zijn slechts weinig gegevens bekend en deze lijken slechts enige tijd bezet te zijn geweest; zo had het kapittel tussen 1580 en 1660 eigen kaarsenmakers en dakdekkers in dienst. Anderen werkten op contractbasis en waren niet permanent in dienst, zoals zilversmeden en borduurders van paramenten.

## Bezit en rechtspraak

### Kerken en kapellen

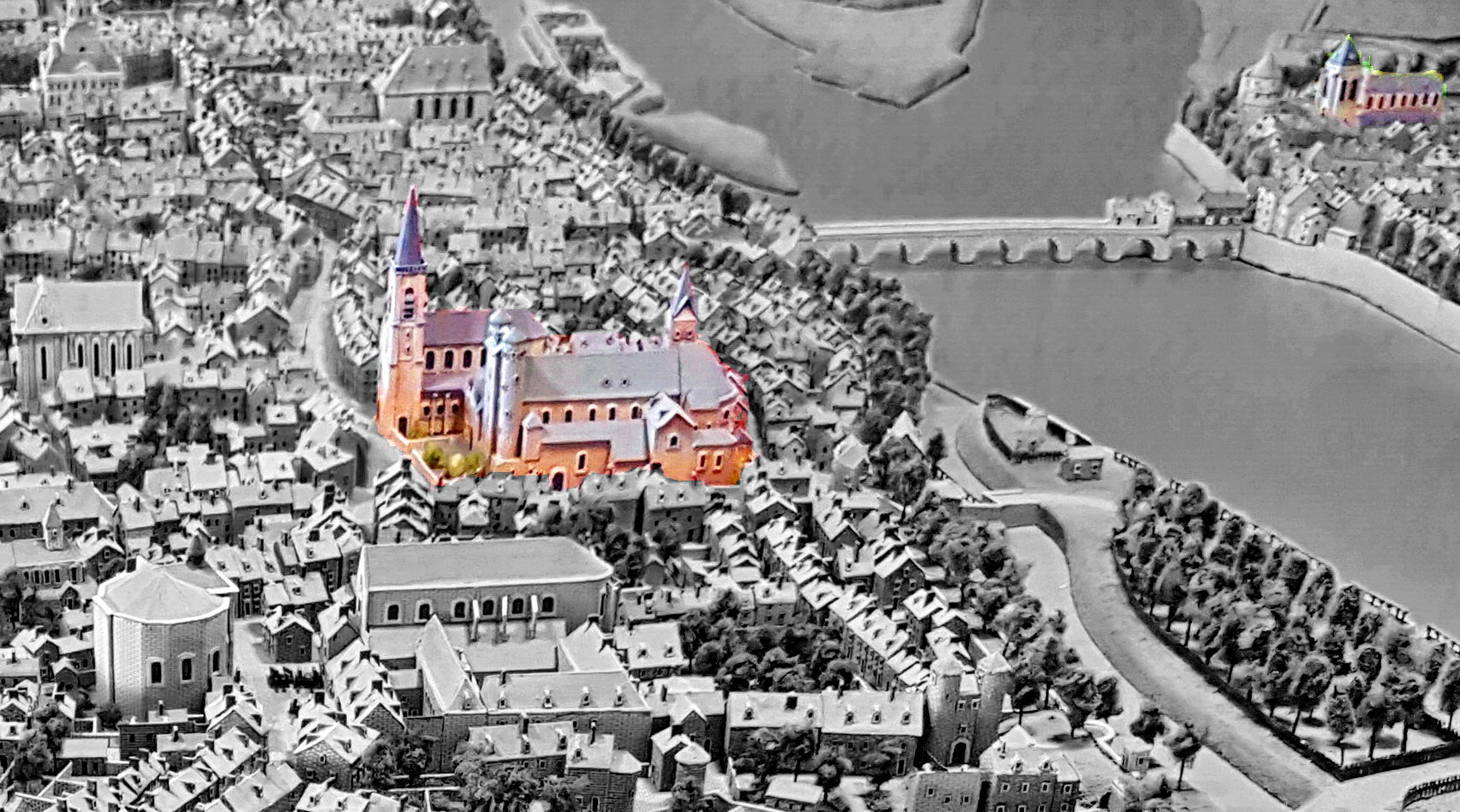
Detail van de 18e-eeuwse maquette van Maastricht met centraal de kapittelkerk (Onze-Lieve-Vrouwekerk) en de twee parochiekerken (ernaast de Sint-Nicolaaskerk en rechtsboven de Sint-Maartenskerk). De kerspelkapellen waren toen al verdwenen

Naast de eigen kapittelkerk oefende het kapittel ook het gezag uit over twee Maastrichtse parochiekerken, de Sint-Nicolaaskerk en de Sint-Maartenskerk in Wyck. Een vijftal wijk- of kerspelkapellen was eveneens ondergeschikt aan het kapittel: de Sint-Hilariuskapel, de Sint-Bartholomeüskapel (onderdeel van het Bogaardenklooster), de Sint-Evergisluskapel, de Maria-ten-Oeverenkapel en de Sint-Egidiuskapel (onderdeel van het Sint-Gillishospitaal in Wyck). Daarnaast bezat het kapittel het collatierecht in diverse verder weg gelegen parochiekerken, waar het soms ook recht op de tienden had. Daartoe behoorden de verdwenen middeleeuwse kerk van Sint Pieter, de Sint-Michaëlkerk in Heugem, de Sint-Laurentiuskerk in Bemelen, de Sint-Lambertuskerk in Veldwezelt en de Sint-Michielskerk in Kesselt.

### Kapittelschool en gasthuizen
Behalve koorgebed en zielzorg behoorden ook onderwijs en liefdadigheid tot de traditionele taken van een kapittel. Naar de kapittelschool van Onze-Lieve-Vrouwe is nog weinig onderzoek gedaan. Ook is de locatie onzeker. Wel zijn de namen bekend van diverse scholasters, onder anderen Adelo (1133), Henricus, Wilhelmus, Rycolphus, Mychael en Gerardus (voor 1300), Adulphus, Wilhelmus van Geldenaken en Martinus Florentii (14e eeuw) en Florentius de Valle, Wilhelmus Gruter, Bartholomeus van Herckenrode, Henricus Dass, Petrus Kaldebrenner en Johannes Rampart (15e eeuw).
Reeds in de Akense leefregel van 816 (specifiek bedoeld voor seculiere kapittels) werd het belang van een gasthuis voor de onderbrenging van pelgrims en armen en de verzorging van zieken benadrukt. Aan het Onze-Lieve-Vrouwekapittel zijn, voor zover bekend, drie gasthuizen verbonden geweest, die alle drie gericht waren op de armenzorg: het gasthuis van de H. Egidius of Sint-Gillishospitaal in de Hoogbrugstraat te Wyck (oudste vermelding: 1286), het gasthuis van de H. Agatha in de Tafelstraat (oudste vermelding: 1326) en het gasthuis van de H. Maria in de Cortenstraat (oudste vermelding: 1347). De laatste twee gasthuizen waren in elk geval in 1618 niet meer als zodanig in gebruik; de goederen en inkomsten werden als aparte fondsen door het kapittel beheerd. Alleen het Sint-Gillishospitaal in Wyck behield zijn sociale functie tot ruim na de opheffing van het kapittel.

### Overige bezittingen

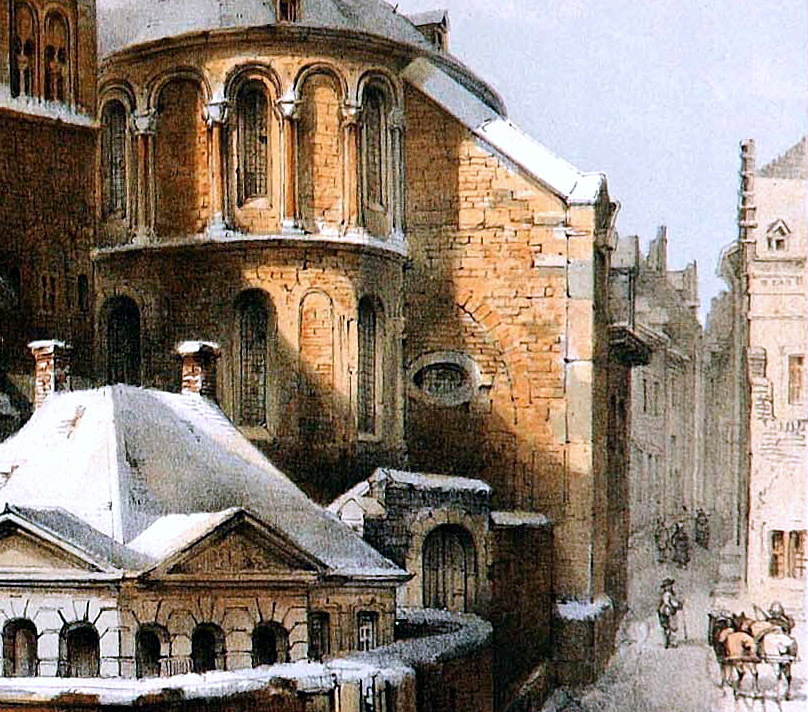
Apsis van de Onze-Lieve-Vrouwekerk met aanbouw tussen de steunberen, waar recht gesproken werd (A. Schaepkens, ca. 1855)

De inkomsten van het Onze-Lieve-Vrouwekapittel waren voor een groot deel afkomstig van onroerend goed en tiendrechten in en buiten de stad. Tot die laatste categorie behoorden de laathof Linderhof, gelegen buiten de Oude Hochterpoort aan het einde van de Boschstraat, en een laathof te Veldwezelt. Verder had het kapittel bezittingen en inkomsten in Bemelen, Krawinkel, Kesselt, Rosmeer, Montenaken en Herk. Het grondbezit bedroeg bij de opheffing van het kapittel in 1797 circa 291 hectare. Het totale jaarinkomen uit pachten, renten, cijnzen en tienden bedroeg ongeveer 60.000 gulden, dus 2.500 gulden per prebende.

### Rechtspraak
Het kapittel had in Maastricht beperkte rechtsimmuniteit en vormde in feite een ministaatje binnen de stad. De rechtbank van het kapittel had echter beperkte bevoegdheden: de voluntaire rechtspraak, de burgerlijke rechtspraak en het strafrecht, met de gebruikelijke kerkelijke bepaling dat bij ernstige delicten de verdachte aan de wereldlijke rechter moest worden overgedragen, omdat een kerkelijke rechtbank geen lijf- of doodstraffen mocht uitdelen. De kapittelrechtbank mocht wel gevangenisstraffen, ontslag, degradatie of geldboetes opleggen. Het is niet zeker waar deze rechtbank zitting hield. Voor de tot het kapittelbezit behorende laathof Linderhof (of Lynderhof) zetelde de rechtbank in de Stokstraat, in de open lucht tussen de twee steunberen tegen de apsis van de Onze-Lieve-Vrouwekerk. Ook in de heerlijkheden Bemelen en Veldwezelt bezat het kapittel de jurisdictie.

## Erfgoed

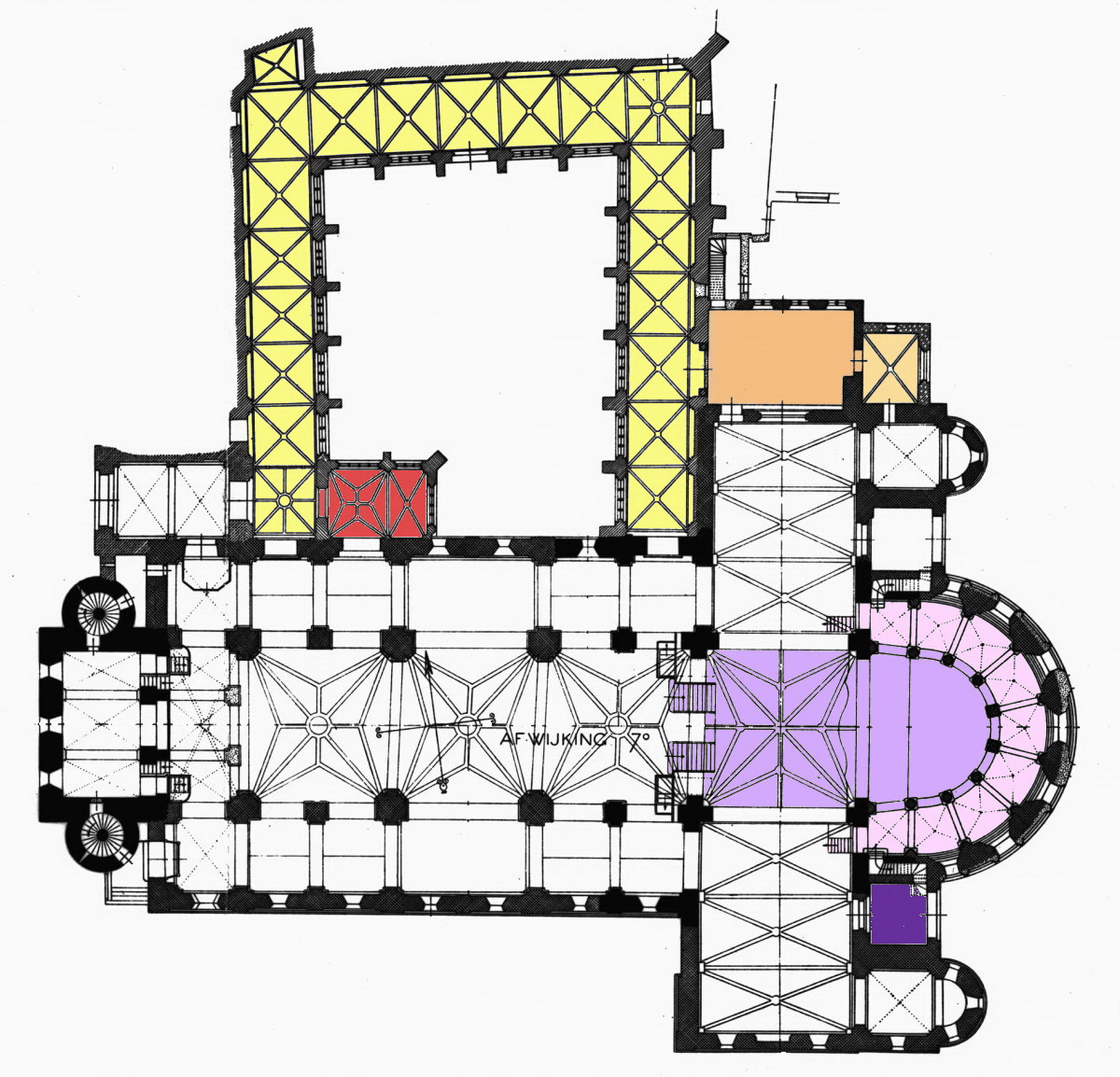
Plattegrond van de Onze-Lieve-Vrouwe-basiliek met delen van de kerk voorbehouden aan leden van het kapittel. Violet: koor en kooromgang. Paars: Sint-Barbaratoren. Geel: kruisgang. Oranje: kapittelzaal en Sint-Annakapel. Rood: Merodekapel

### Kapittelkerk
Het belangrijkste gebouw dat de herinnering aan het kapittel levend houdt, is uiteraard de Onze-Lieve-Vrouwekerk, sinds 1934 basilica minor. Met name het priesterkoor (waar de kanunniken gezeten in het koorgestoelte acht maal per dag het koorgebed bijwoonden) en de kruisgang van de kerk (met onder andere de kapittelzaal, tegenwoordig sacristie), waren plaatsen die voor de kanunniken bestemd waren. Aan de kruisgang lag mogelijk ook de kapittelschool, maar de exacte locatie is niet bekend. In de Sint-Barbaratoren (omstreeks 1888 grotendeels herbouwd) werden vanaf het begin van de zestiende eeuw – en waarschijnlijk al eerder – het archief en de kerkschat van het kapittel bewaard.
De schatkamer van de Onze-Lieve-Vrouwebasiliek bezit talloze voorwerpen die herinneren aan het rijke verleden van het kapittel. In de textielschat bevinden zich enkele rijk geborduurde liturgische gewaden, waaronder een koorkap van witte zijde met borduursels uit ca. 1525, een koorkap met het wapen van deken Petrus van Loon (1661-1699), een 17e-eeuwse set van dalmatiek, kazuifel en stola's van geschoren rode brokaat, en een eveneens 17e-eeuws antependium van witte zijde met goudborduursels. Veel van het liturgisch vaatwerk is tijdens de periode van de secularisering in en na de Franse Tijd verloren gegaan, maar toch bezit de kerk nog tal van kelken, cibories, patenen, monstransen, wierookvaten, wierookscheepjes, kandelaars, processiekruisen, flambouwen en broederschapsplaquettes uit de tijd van het kapittel. Verder bevinden zich in de kerkschat enkele oorkonden en liturgische boeken.
In de kerk en de kruisgang zijn zeker tien herkenbare grafzerken van kanunniken bewaard gebleven, hoewel dat er uiteraard veel meer geweest moeten zijn. In sommige gevallen werden graven hergebruikt of werden kanunniken, die aan elkaar gerelateerd waren of dezelfde functie uitoefenden, onder dezelfde zerk ter aarde besteld. Volgens het liber ordinarius van de kerk moesten kanunniken in de kapittelzaal worden begraven, priesters bij de ingang van de kapittelzaal in de via sanctorum (oostelijke kruisgang), gezellen en leken in de overige kruisgangen, en scholieren in de pandhof. Dat deze regel niet lijkt te gelden voor de geïdentificeerde kanunnikengraven, kan er op wijzen dat de regel niet streng werd toegepast, of dat de zerken later zijn verplaatst.

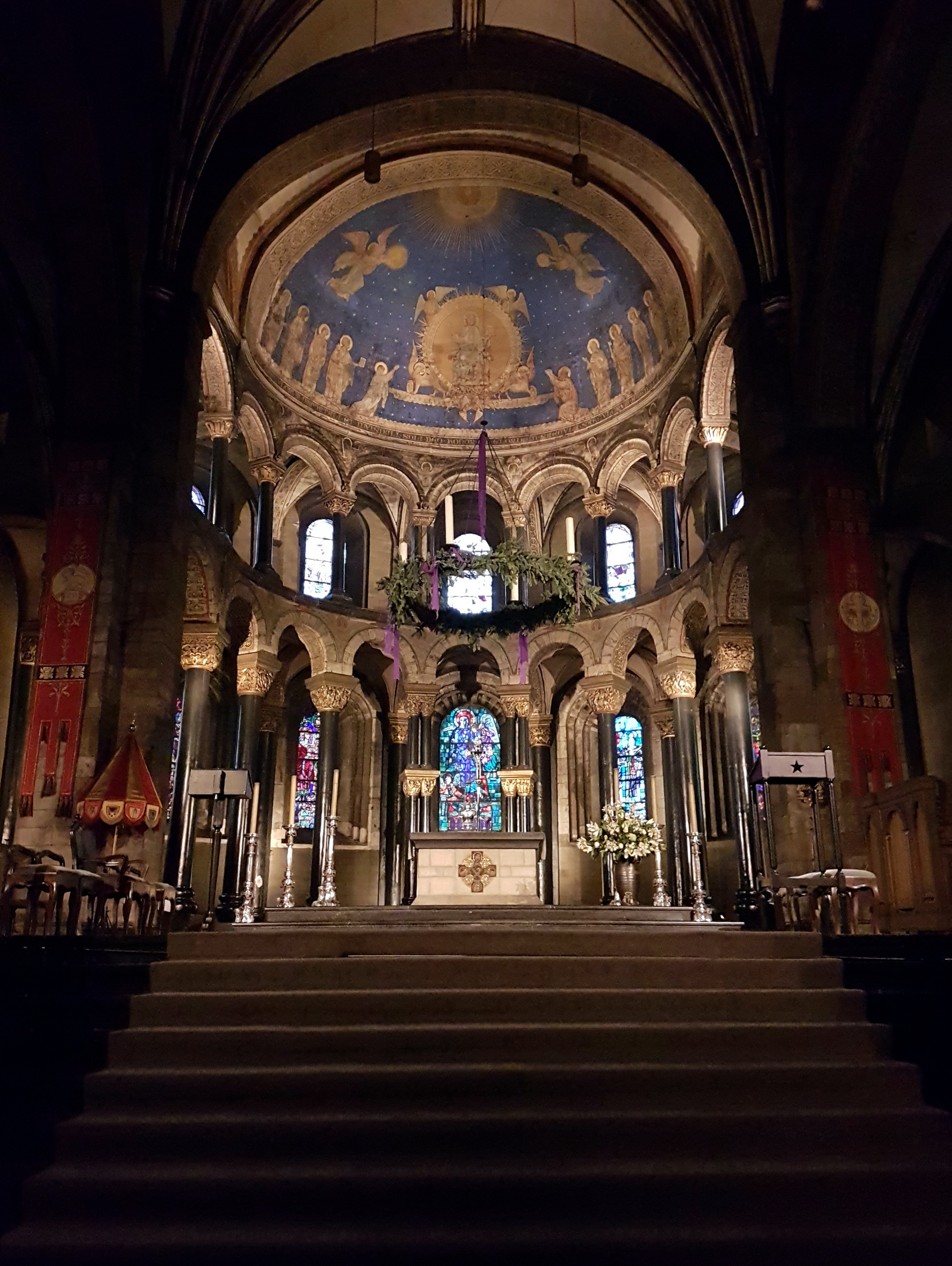
Het koor, ooit voorbehouden aan de koorheren
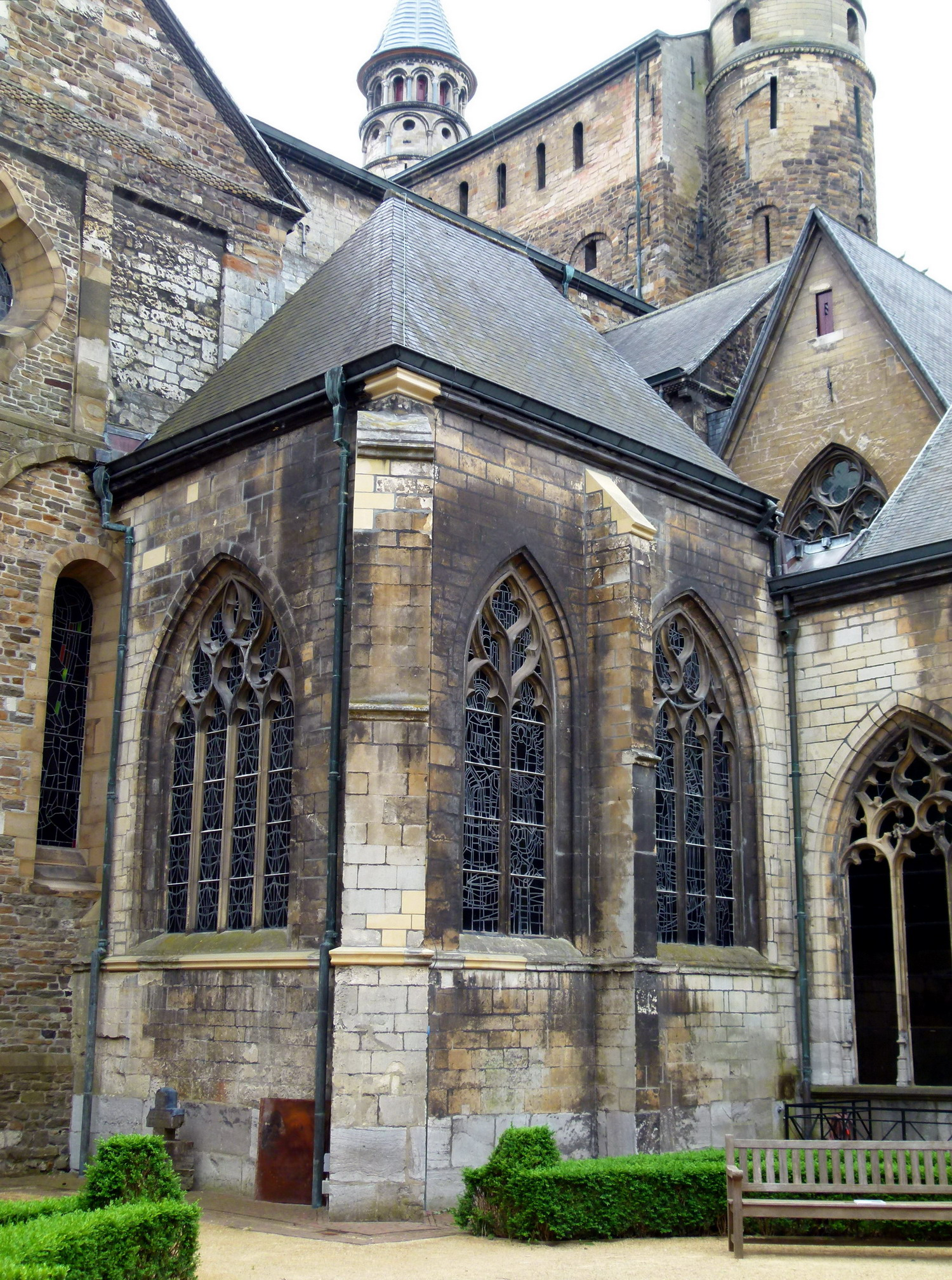
Merodekapel, gezien vanuit de pandhof
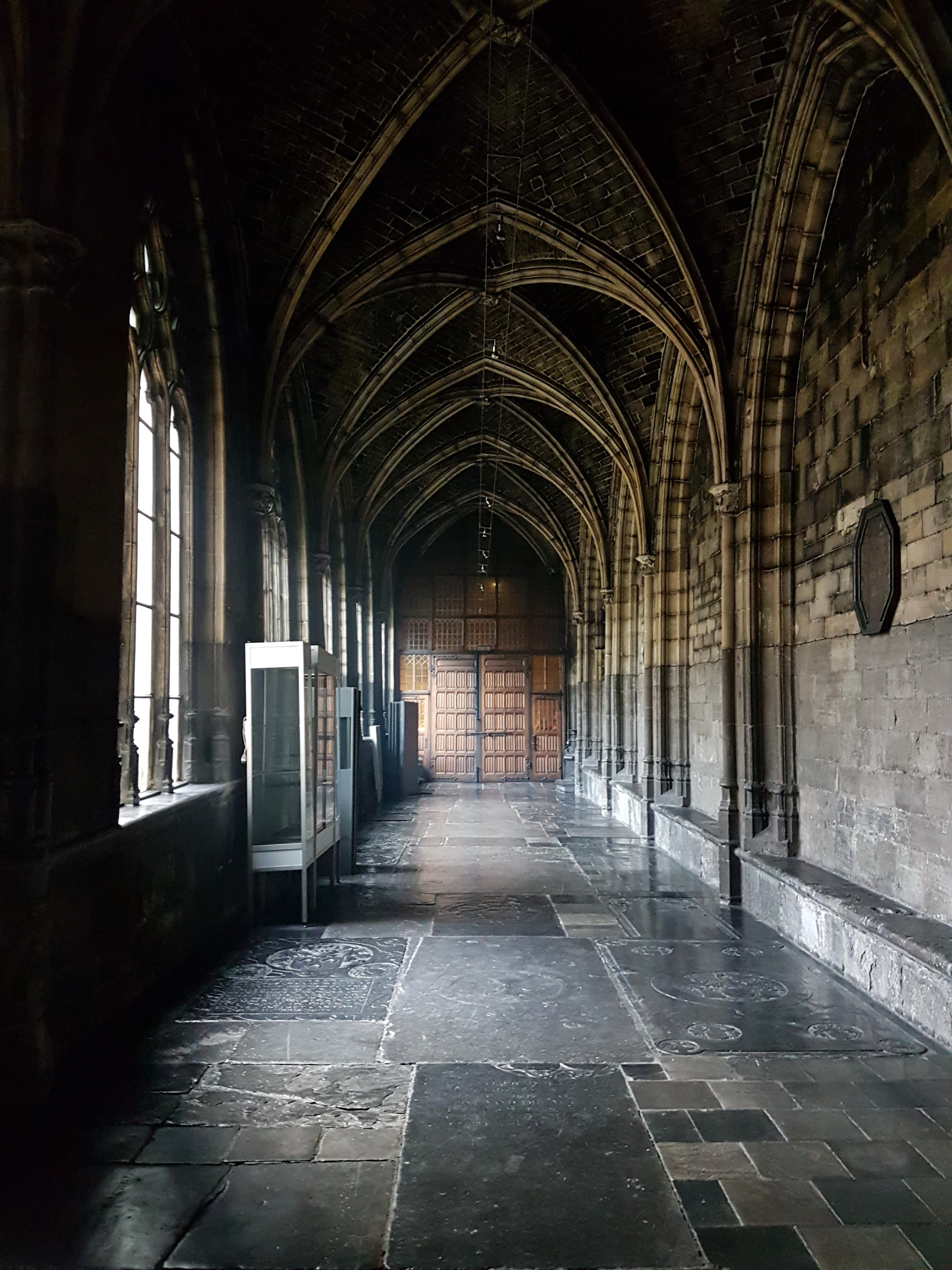
Westelijke kruisgang met grafzerken
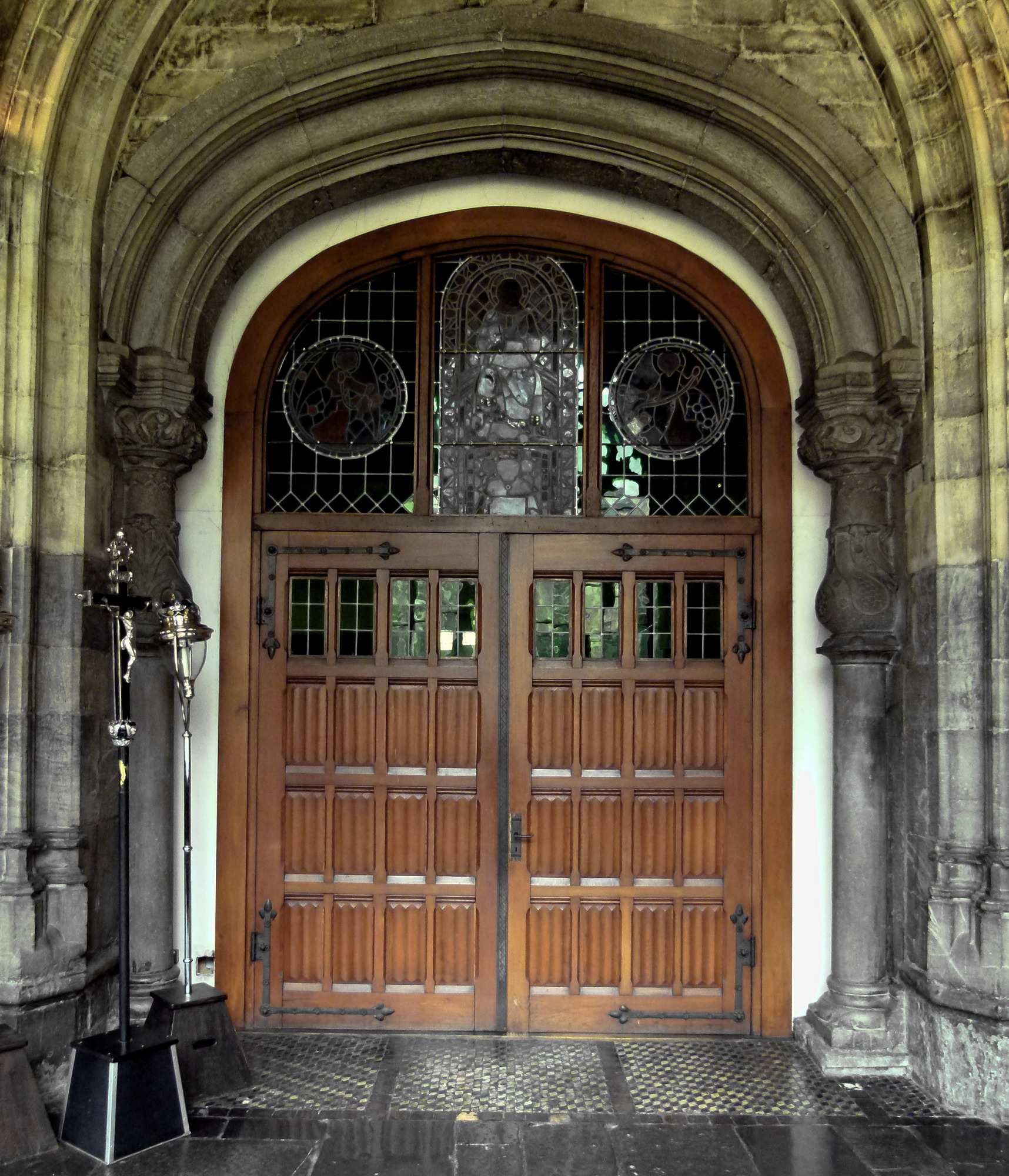
Toegangspoort sacristie / kapittelzaal
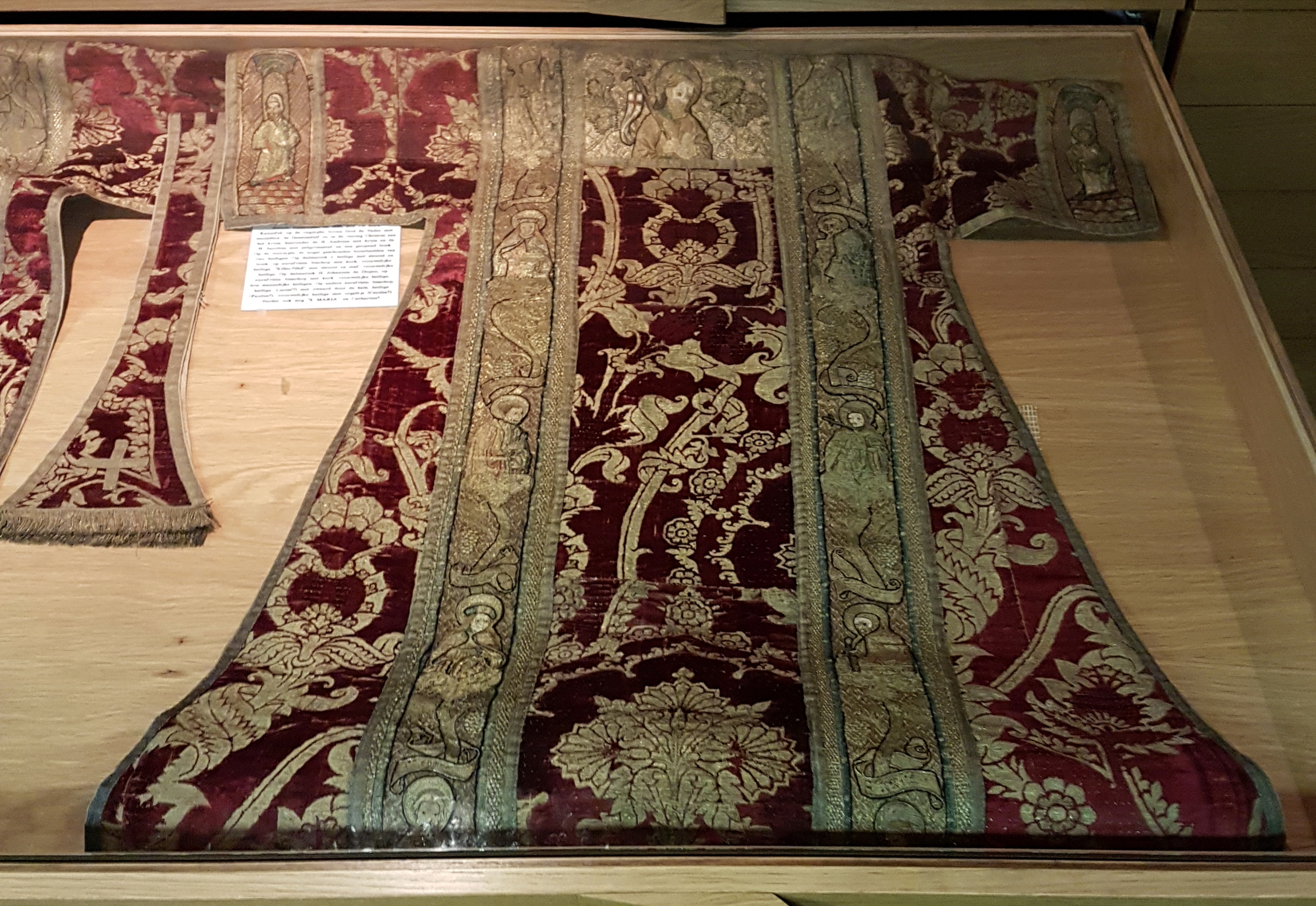
17e-eeuws dalmatiek met aurifriezen uit ca. 1520
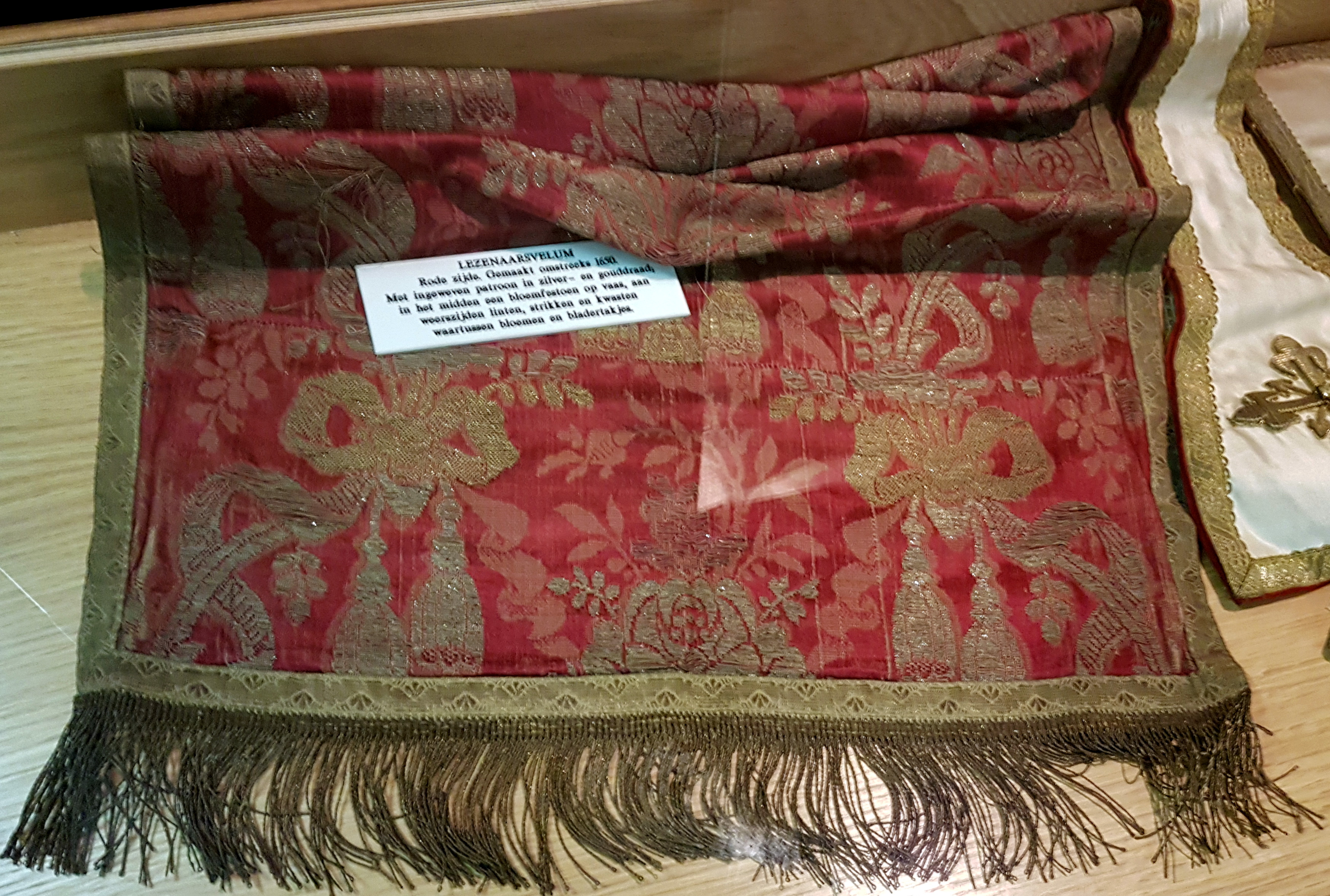
Velum voor lezenaar, ca. 1650
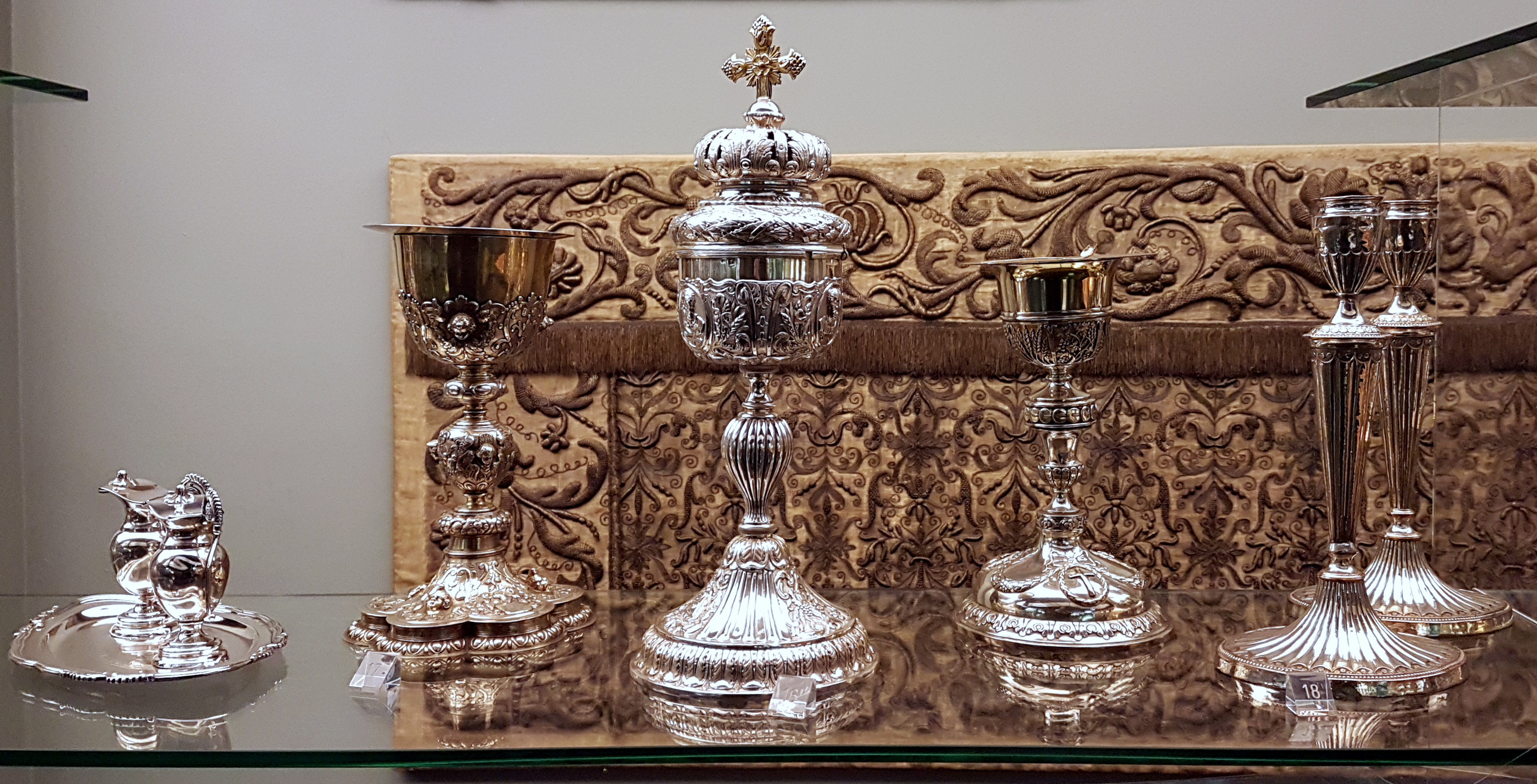
Antependium en liturgisch vaatwerk
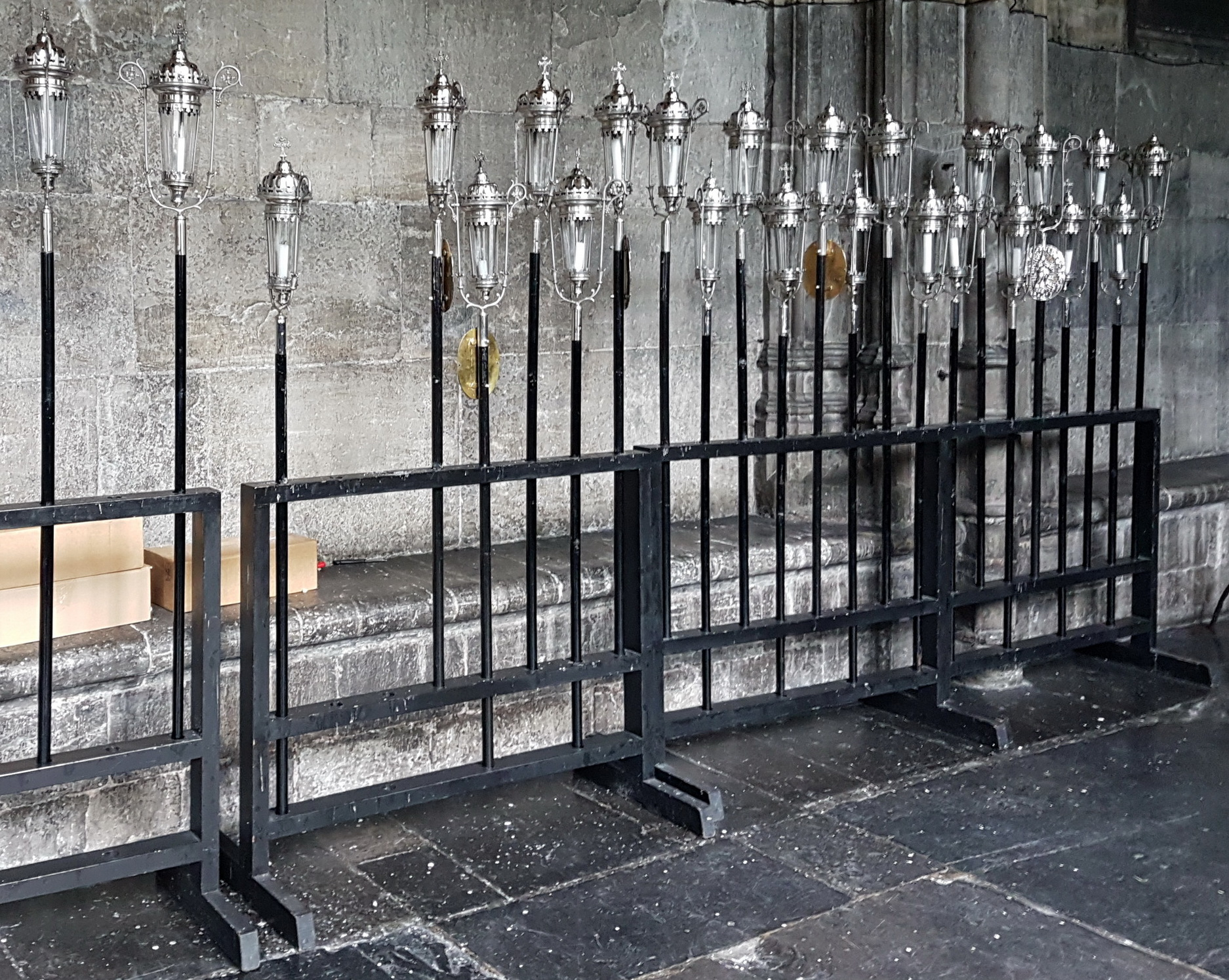
Processielantaarns en broederschapsplaquettes
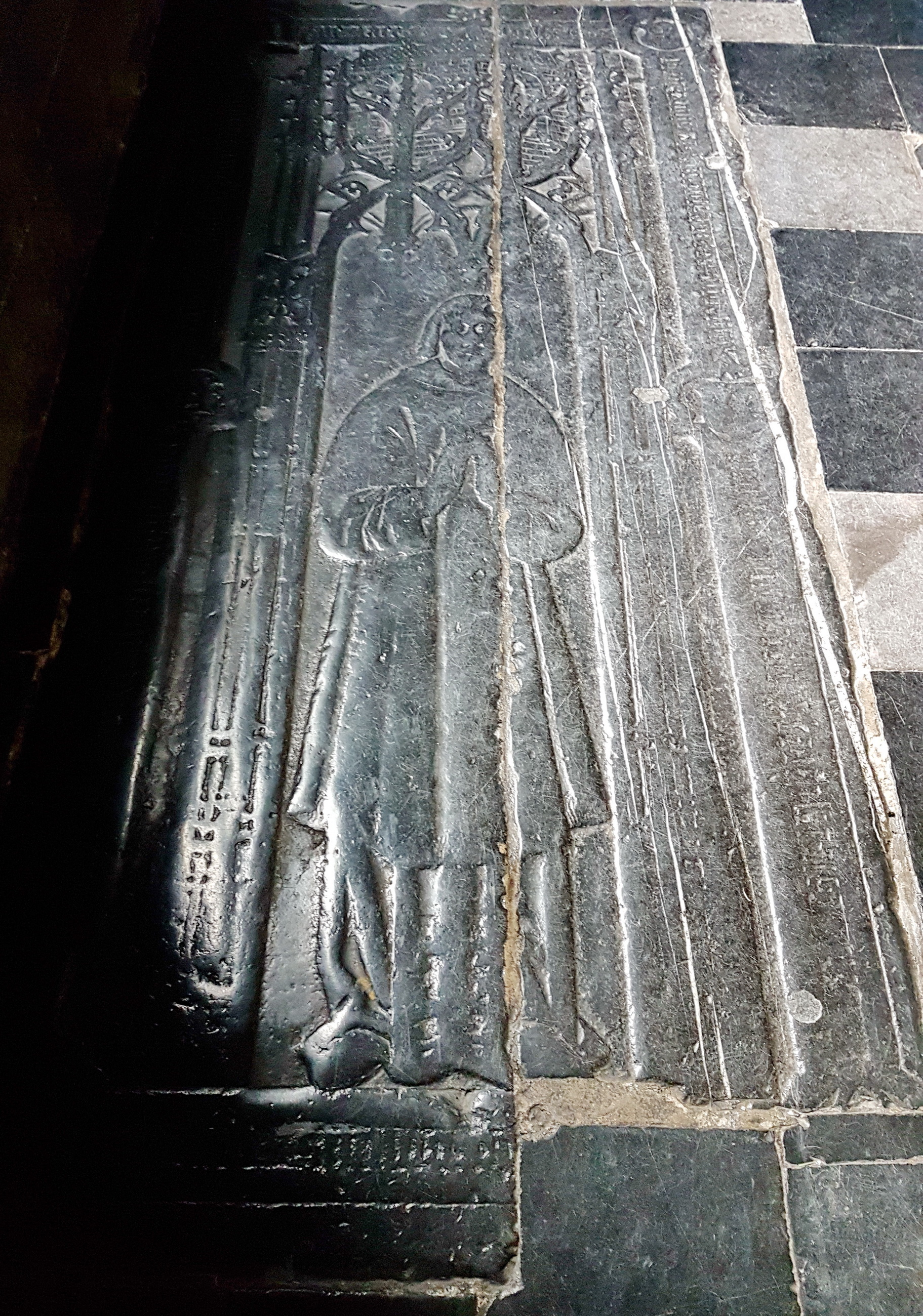
Noordelijke kruisgang: grafzerk van kanunnik en scholaster Goswin Passart (†1512 of 1520)
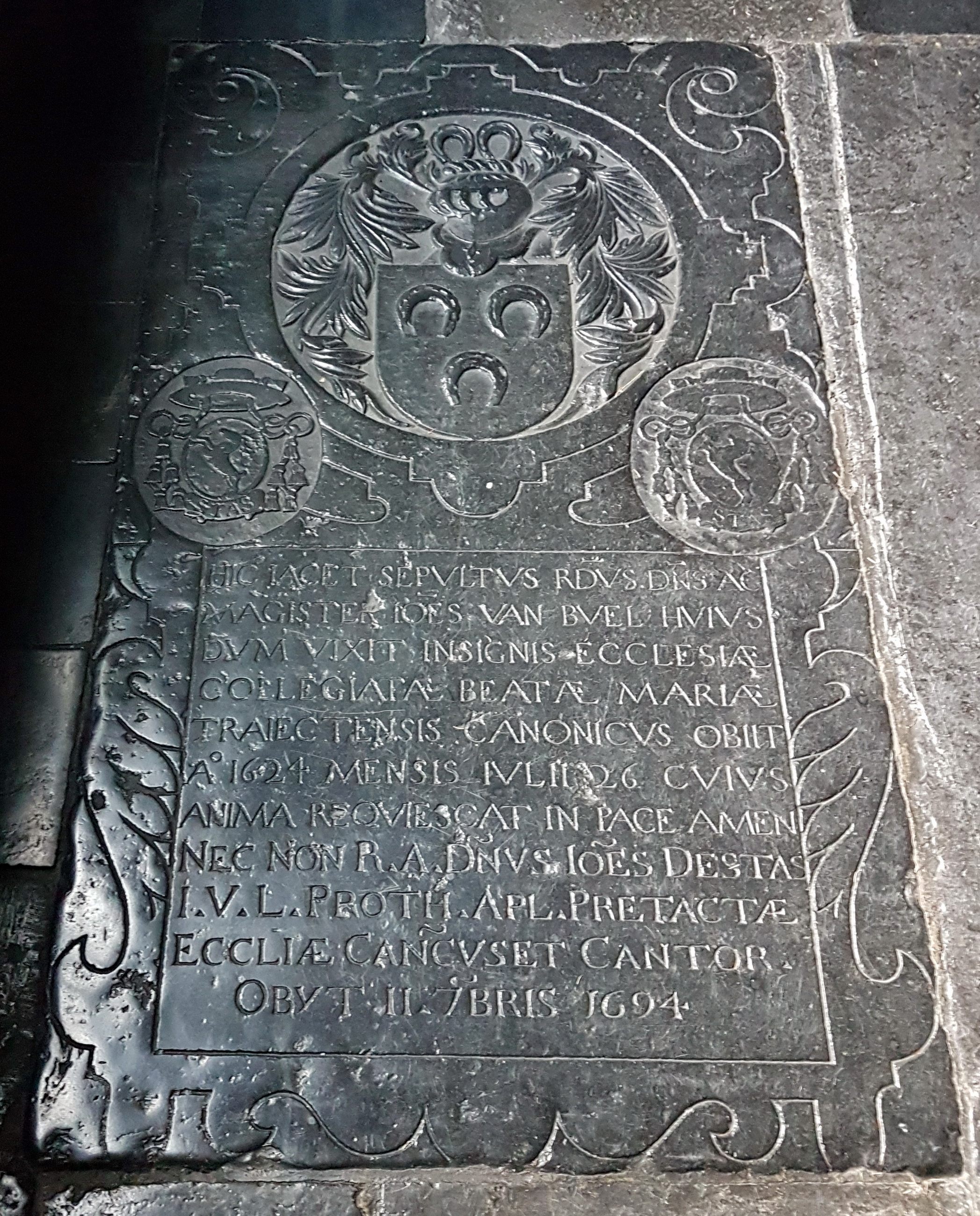
Westelijke kruisgang:grafzerk van 2 kanunniken: magister Joannes van Buel (†1624) en cantor Joannes Stas (†1694)
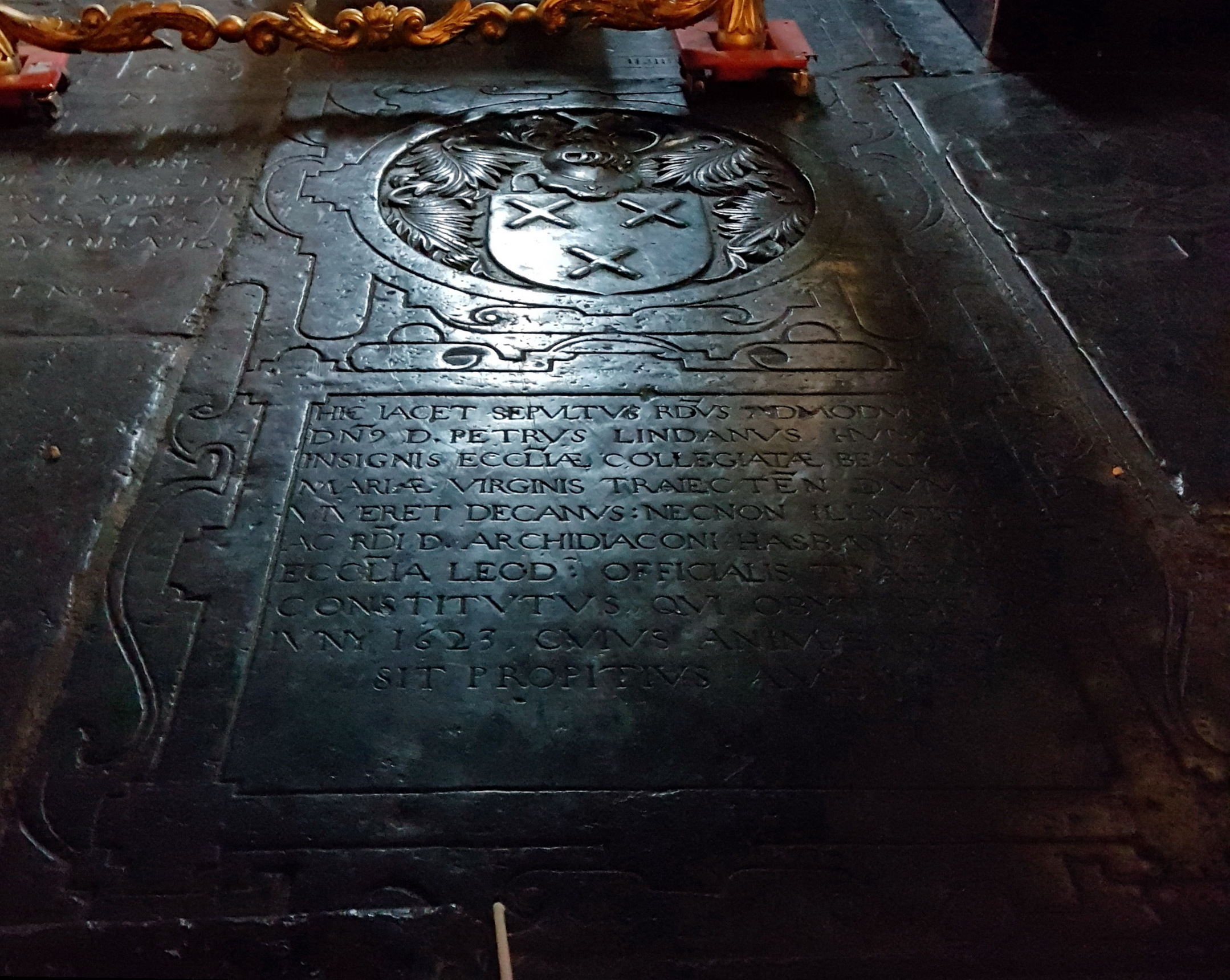
Zuidertranseptkapel: grafzerk van kapitteldeken en aartsdeken van Haspengouw Petrus Lindanus (†1623)
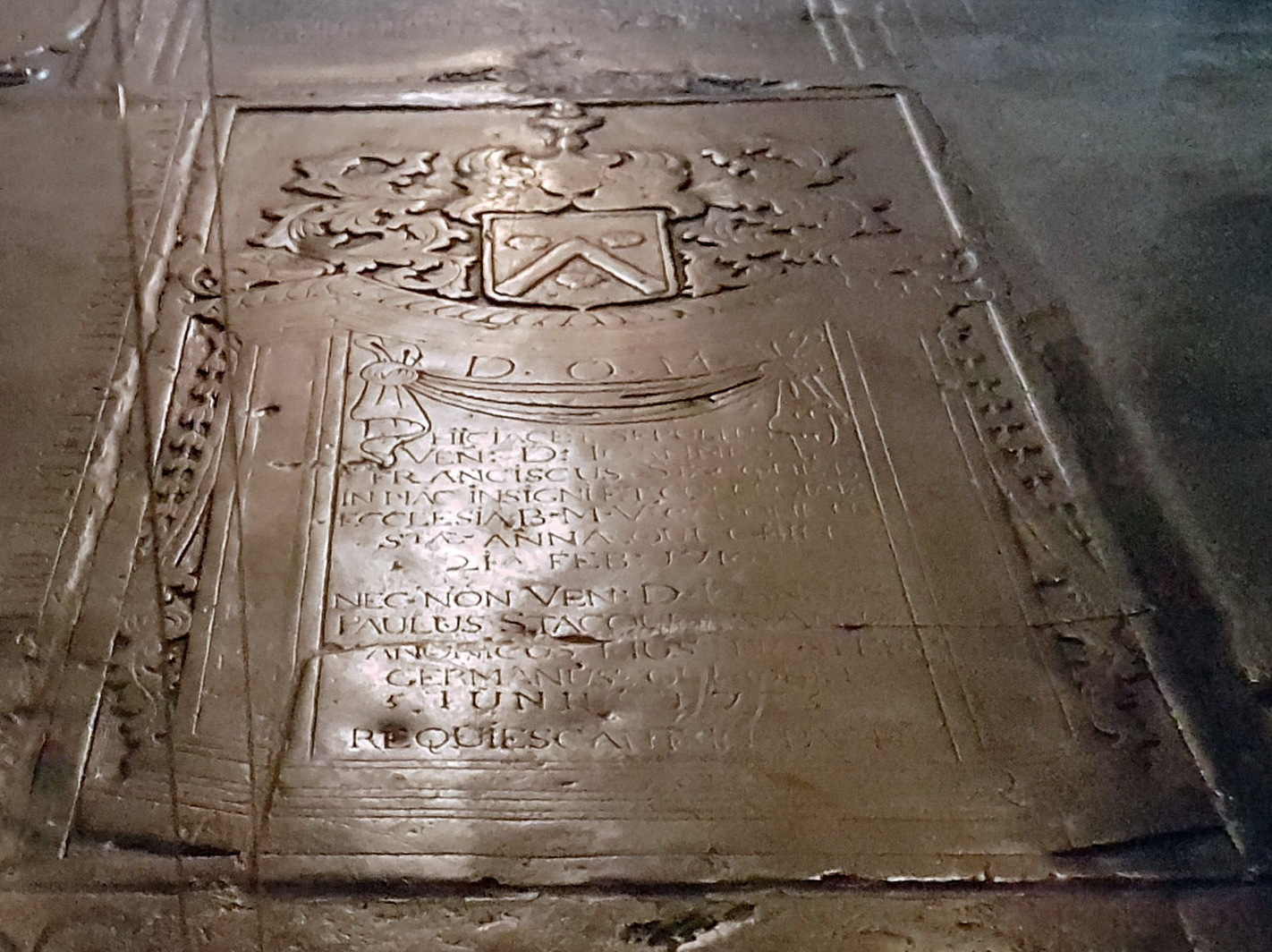
Noordertranseptkapel: grafzerk van de gebroeders Stacquet, beiden kanunnik (†1716, 1735)

### Overig erfgoed
Van de twee Maastrichtse parochiekerken en de vier of vijf kerspelkapellen die onder het gezag van het Onze-Lieve-Vrouwekapittel stonden, is zo goed als niets meer over. Aan de Sint-Nicolaaskerk herinnert slechts een gevelsteen van Charles Vos uit 1951 op het pand Plankstraat 23, en een reeks beelden en schilderijen in diverse kerken. De middeleeuwse Sint-Martinuskerk in Wyck is in 1856  afgebroken en vervangen door een neogotische kerk, waarbij ook de inventaris grotendeels vernieuwd is. Slechts enkele heiligenbeelden, enkele grafkruisen en een memoriesteen zijn afkomstig uit de oude kerk. Aan de Sint-Evergisluskapel herinnert slechts een achttiende-eeuwse gevelsteen. Hoewel ook de Sint-Egidiuskapel is verdwenen, bestaat het bijbehorende Sint-Gillishospitaal wel nog.
Ook van de verder weg gelegen parochiekerken, waar het Onze-Lieve-Vrouwekapittel het collatierecht uitoefende, zijn de meeste in de loop der negentiende of twintigste eeuw vervangen door nieuwbouw. Dat geldt bijvoorbeeld voor de middeleeuwse kerken van Heugem en Sint Pieter, beide genoemd in een pauselijke bul uit 1157. Van de Sint-Laurentiuskerk in Bemelen, die in 1845 grotendeels vervangen werd door een bouwwerk in neoclassicistische stijl, is de middeleeuwse toren van mergelsteen bewaard gebleven.
Aan de zuid- en westzijde van het Onze Lieve Vrouweplein kunnen vijf of zes kanunnikenhuizen (oorspronkelijk circa tien) tot het erfgoed van het kapittel worden gerekend, hoewel deze huizen privébezit van de kanunniken waren en dus niet tot het kapittelbezit behoorden.

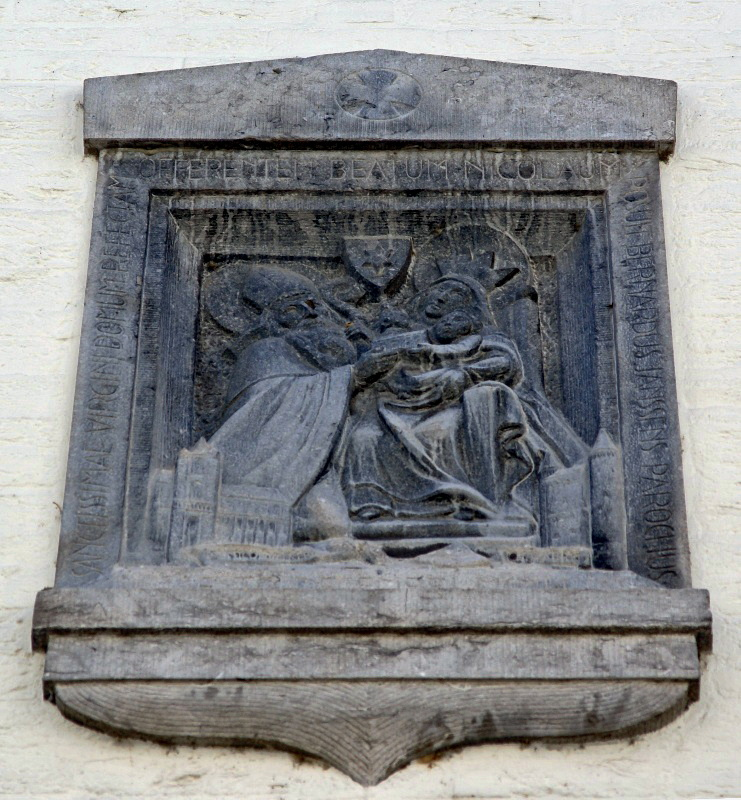
Gevelsteen met afbeelding Sint-Nicolaaskerk
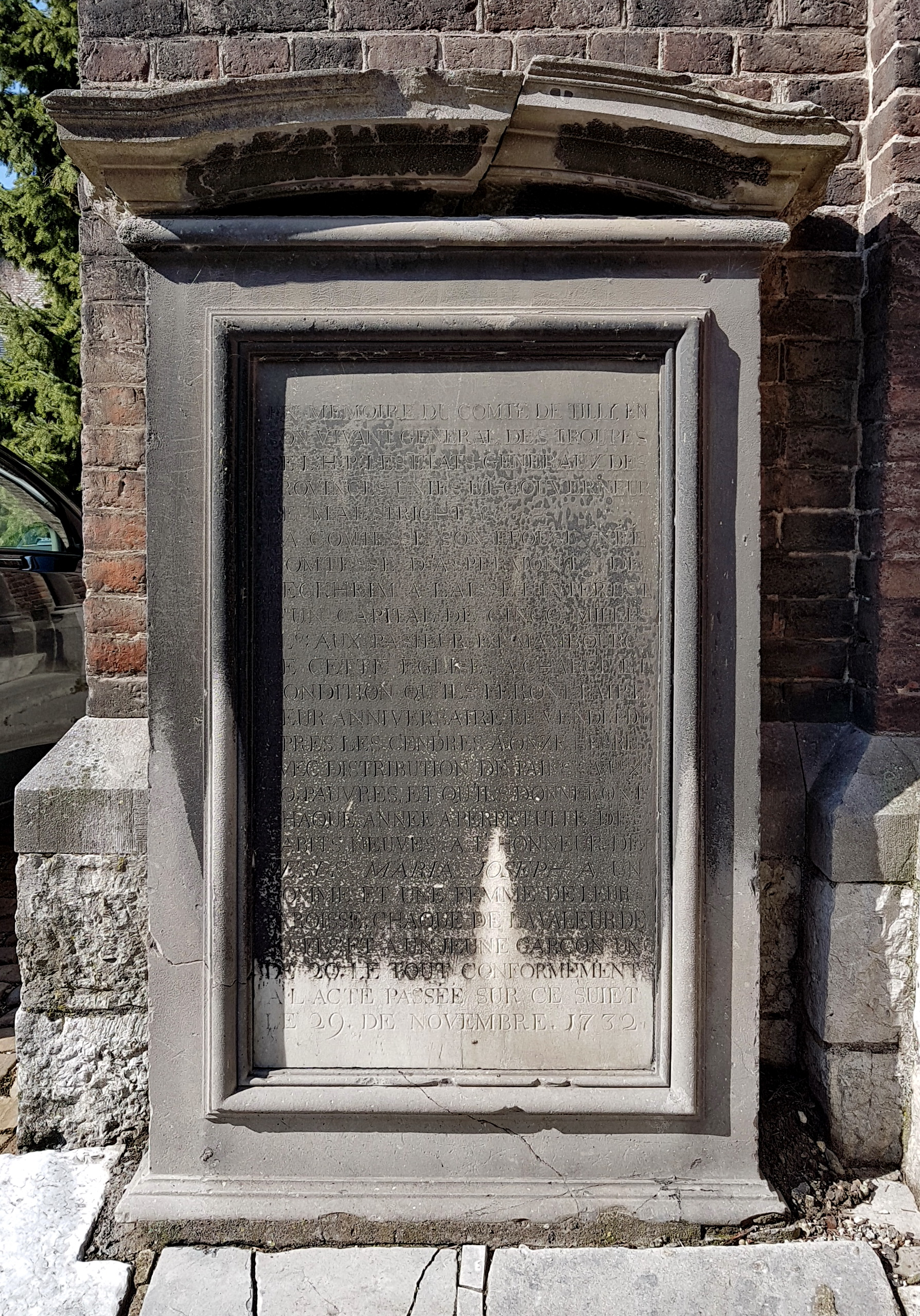
Memoriesteen van de Sint-Martinuskerk in Wyck
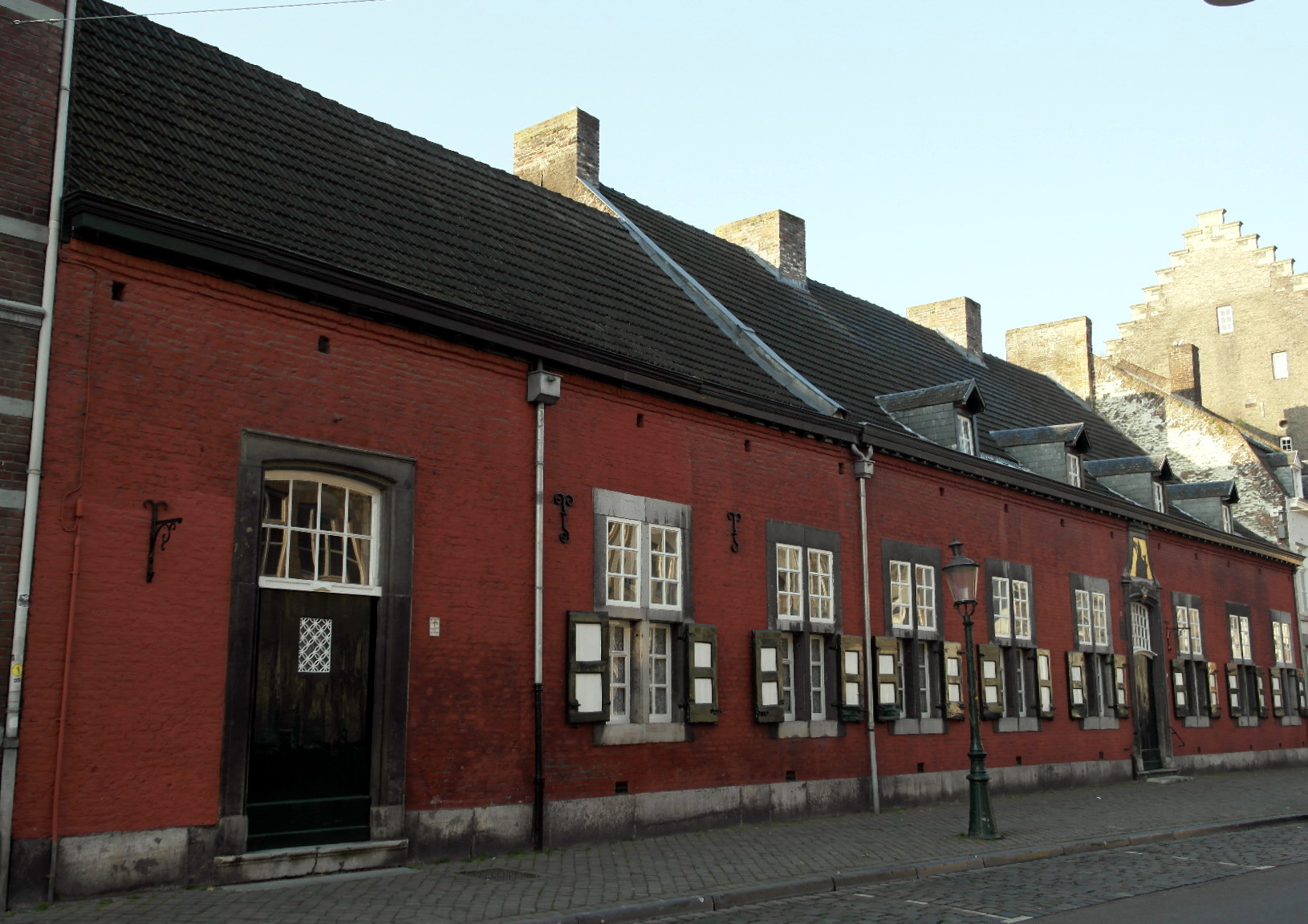
Sint-Gillishospitaal, Wyck
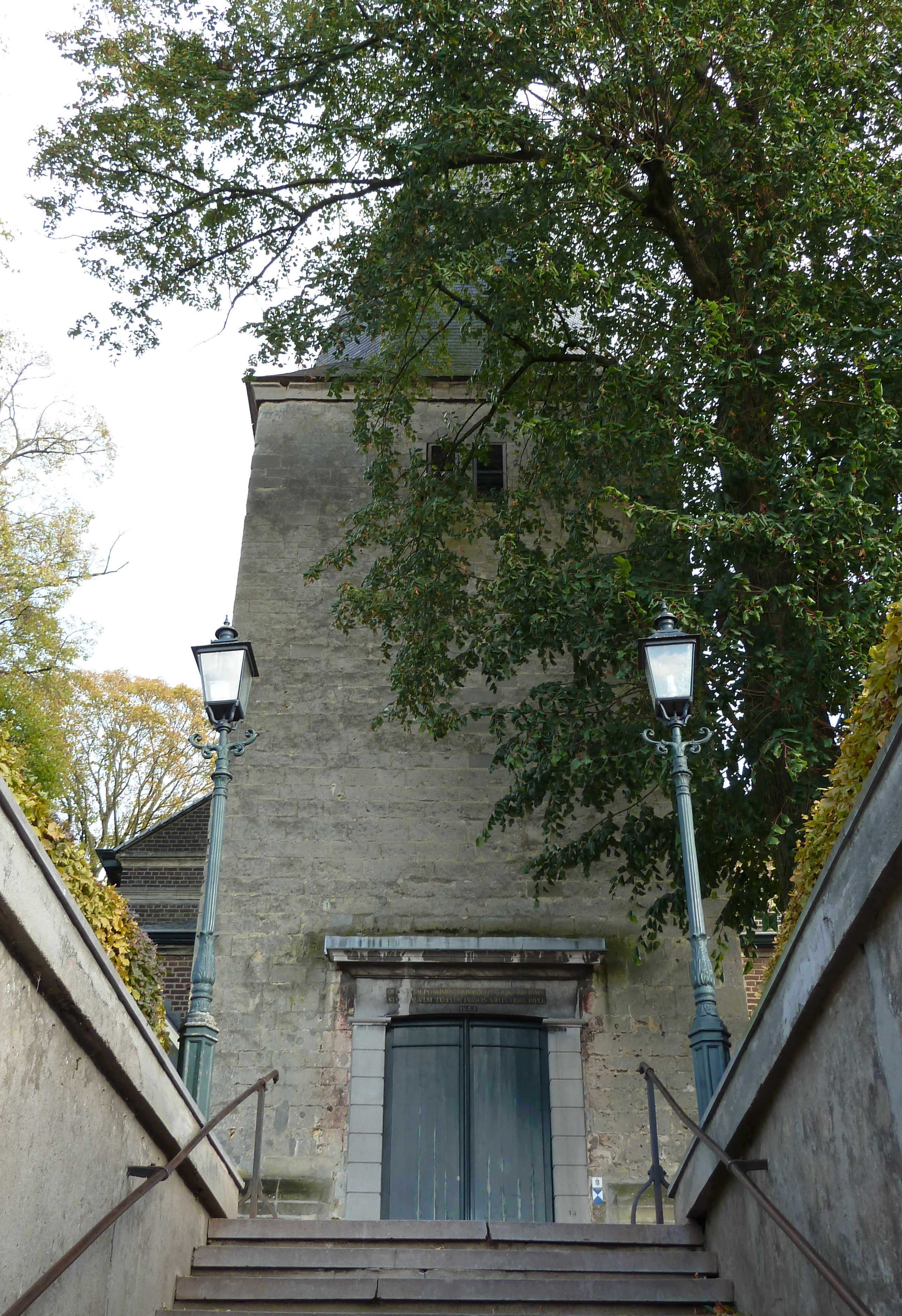
Sint-Laurentiuskerk, Bemelen
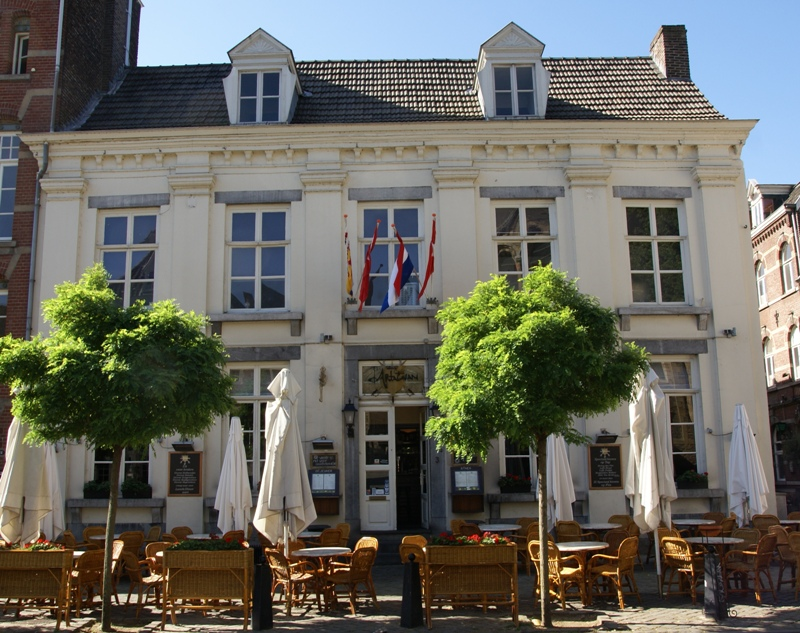
Graanmarkt 3
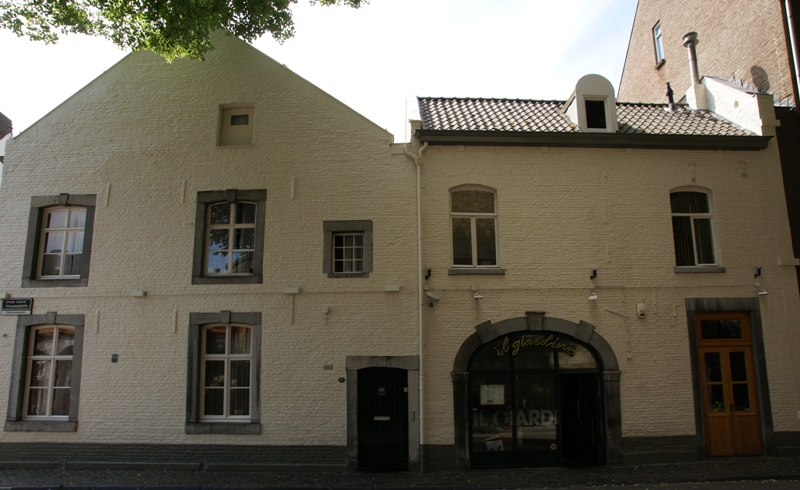
Onze Lieve Vrouweplein 15
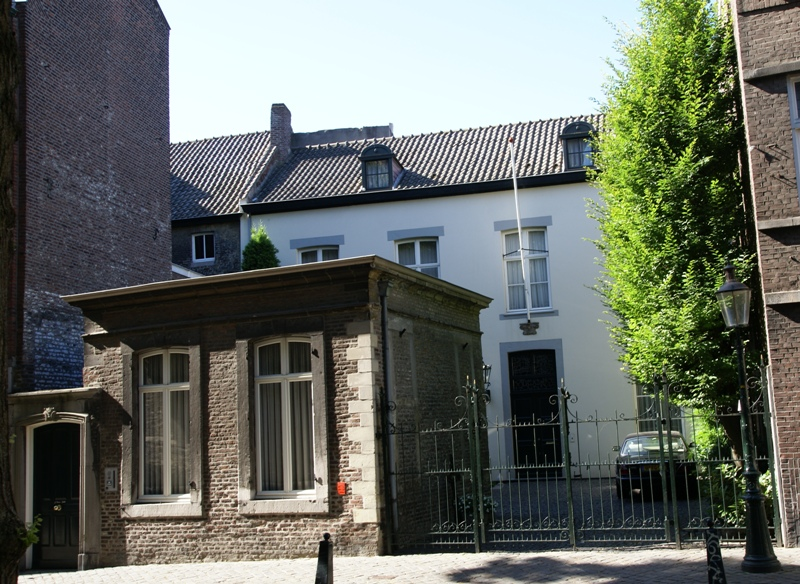
Onze Lieve Vrouweplein 20
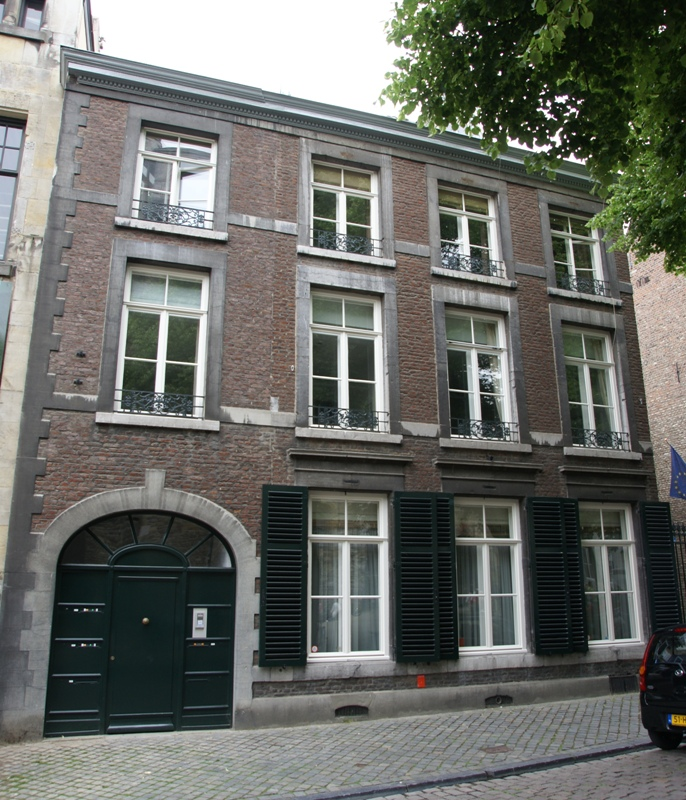
Onze Lieve Vrouweplein 22

## Archieven

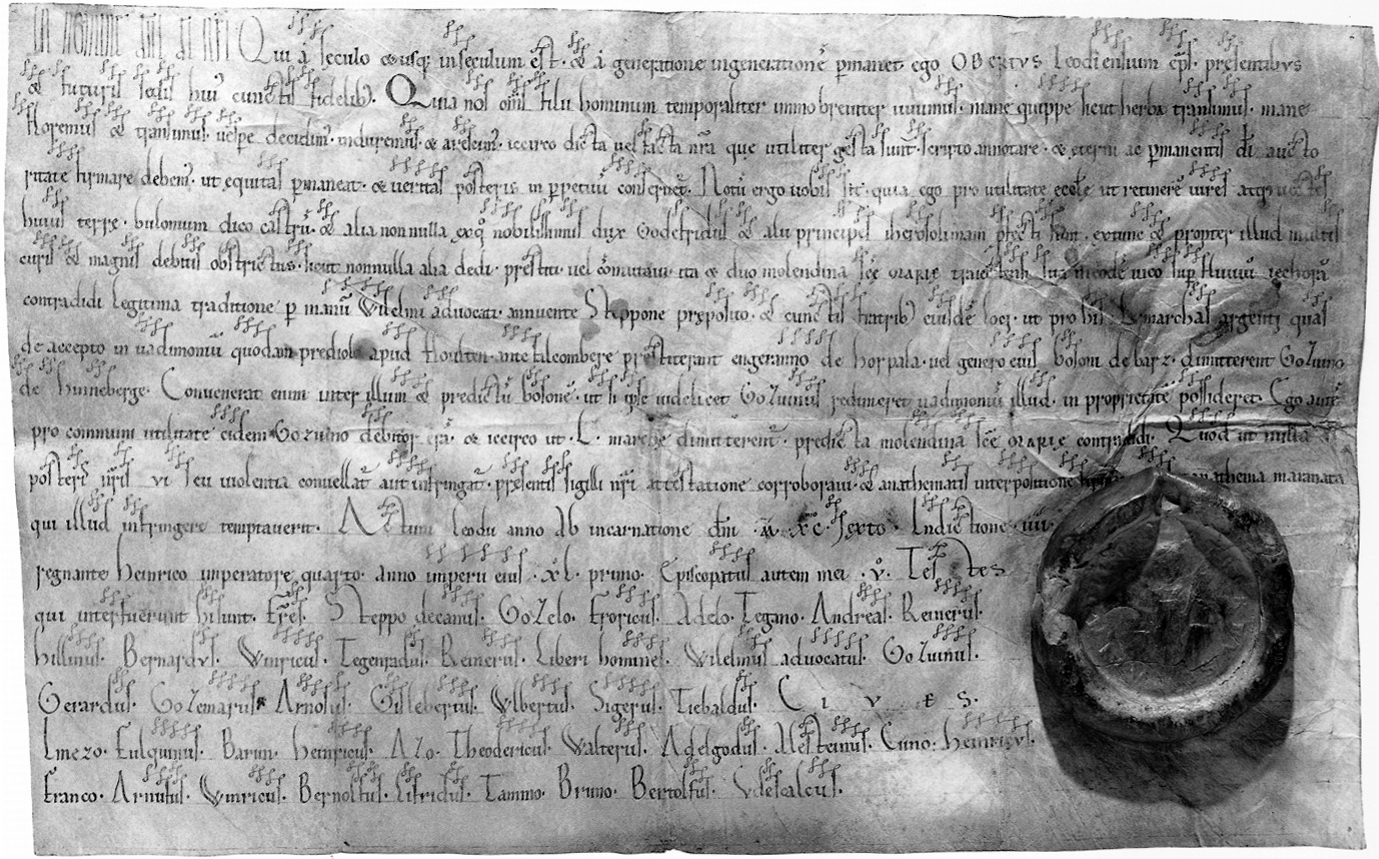
Oudste oorkonde (1096) van bisschop Otbert van Luik in het archief van het kapittel (HCL, Maastricht

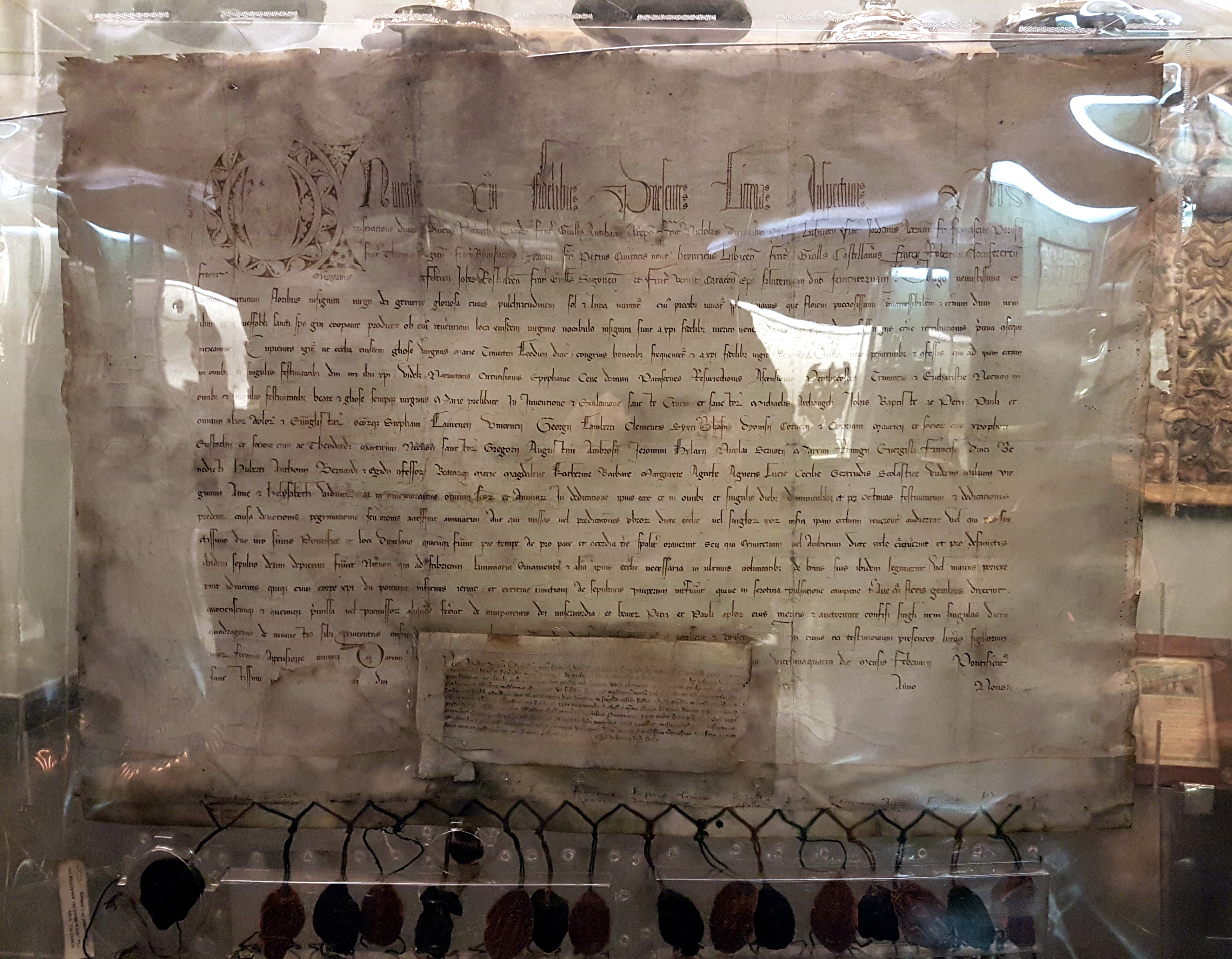
Akte uit 1325, bekrachtigd door bisschop Adolf van der Mark van Luik, in de schatkamer van de Onze-Lieve-Vrouwebasiliek

Het grootste deel van het bewaard gebleven archief van het kapittel van Onze-Lieve-Vrouwe te Maastricht wordt bewaard in het Regionaal Historisch Centrum Limburg in Maastricht (Haas, inventarissenreeks RAL 6). Het bestrijkt de periode 1096-1796, telt 1024 charters plus twee kaarten, en beslaat 42,2 meter. Tot de oudste en belangrijkste stukken behoren:
- een akte van overdracht door bisschop Otbert van Luik aan de Onze-Lieve-Vrouwekerk van twee aan de Jeker gelegen molens (1096, met afschrift);
- een akte van overdracht door de Luikse bisschop Alexander I van Gulik aan de Onze-Lieve-Vrouwekerk van een stuk onbebouwd land langs de Jeker, ten behoeve van de bouw van twee molens (1133, met afschrift);
- een akte waarbij paus Adrianus IV de Onze-Lieve-Vrouwekerk bevestigt in alle bezittingen en onder bescherming van de Heilige Stoel plaatst (1157, met afschriften);
- een akte van overdracht aan de Onze-Lieve-Vrouwekerk van een allodium te Kanne door Gertrudis, magistra van het Sint-Mauritiusklooster in Keulen (1158, met afschrift);
- een akte van schenking door proost Arnoldus (tevens proost van het Sint-Gereonkapittel in Keulen) aan de Onze-Lieve-Vrouwekerk van zes mansi land in Neerbeek (1225, met afschrift);
- akten van schenking door Arnoldus, proost van Onze-Lieve-Vrouwe en Sint-Gereon, van de obedientia (tienden) van Herk-de-Stad (1232, met afschrift);
- een akte van schenking door Arnoldus, proost van Onze-Lieve-Vrouwe en Sint-Gereon, van de obedientia van Wyck, Sint Pieter, Heugem en Bemelen, ten bedrage van jaarlijks 20 solidi (1233, met afschrift);
- bevestiging van de twee laatstgenoemde schenkingen door bisschop Johan van Rummen van Luik (1234, met afschrift);
- een akte waarbij bisschop Hendrik III van Gelre van Luik, de proost van het Onze-Lieve-Vrouwekapittel ontlast van de zorg voor het onderhoud van de collegiale kerk en de parochiezielzorg, en deze taken toevertrouwt aan de deken en het kapittel (1273, met afschriften);
- de bevestiging van voorgaande akte door proost Gerhard van Nassau (1273, met afschriften);
- stukken betreffende een geschil tussen de proost en het kapittel inzake het recht tot benoeming van de scholaster (1275, met afschriften);
- stukken betreffende een proces, voor de officiaal van het bisdom Luik, tussen de plebaan van de kerk van Sint-Jan te Maastricht enerzijds en het kapittel van Onze-Lieve-Vrouwe en de kapelaans van de kapellen van de H. Maria Minor, H. Hilarius en H. Evergislus anderzijds, inzake de kerkelijke bevoegdheden van genoemde kapelaans (1281, 1284, met afschriften);
- akte waarbij deken en kapittel de verplichtingen van het ambt van custos en de daaraan verbonden inkomsten nader omschrijven (1286).

Enkele archivalische stukken die betrekking hebben op het Onze-Lieve-Vrouwekapittel, berusten elders. Zo bezit de schatkamer van de Onze-Lieve-Vrouwebasiliek een akte uit 1325, waarin enkele bisschoppen een aflaat van veertig dagen verlenen aan degenen die de kerk onder bepaalde voorwaarden bezoeken, met daarbij een akte van bekrachtiging ('transfix') door de bisschop Adolf van der Mark van Luik. De Koninklijke Bibliotheek te Den Haag bezit onder andere een evangeliefragment uit de tiende eeuw, enkele evangeliaria uit de twaalfde tot zeventiende eeuw, en een ordinarius uit het derde kwart van de veertiende eeuw. In het Algemeen Rijksarchief te Brussel wordt een handschriftenverzameling bewaard met de titel: Brevis ordinarius pro sacrista collegiatae ecclesiae Beatae Mariae Virginis Trajectensis juxta ordinationem capituli descriptus per Marsilium Oest, 1590-1607 (inv. nr. 1945). In de Bibliothèque nationale de France te Parijs bevindt zich een zevental pauselijke akten, onder andere met betrekking tot aflaten (1325), geschillen met het Luikse kapittel van Sint-Paulus (1487) en met de balije Biesen van de Duitse Orde (1618), de bouw van een kanunnikenhuis (1611) en de Sint-Evergisluskapel (1618).